# Renaissance allemande

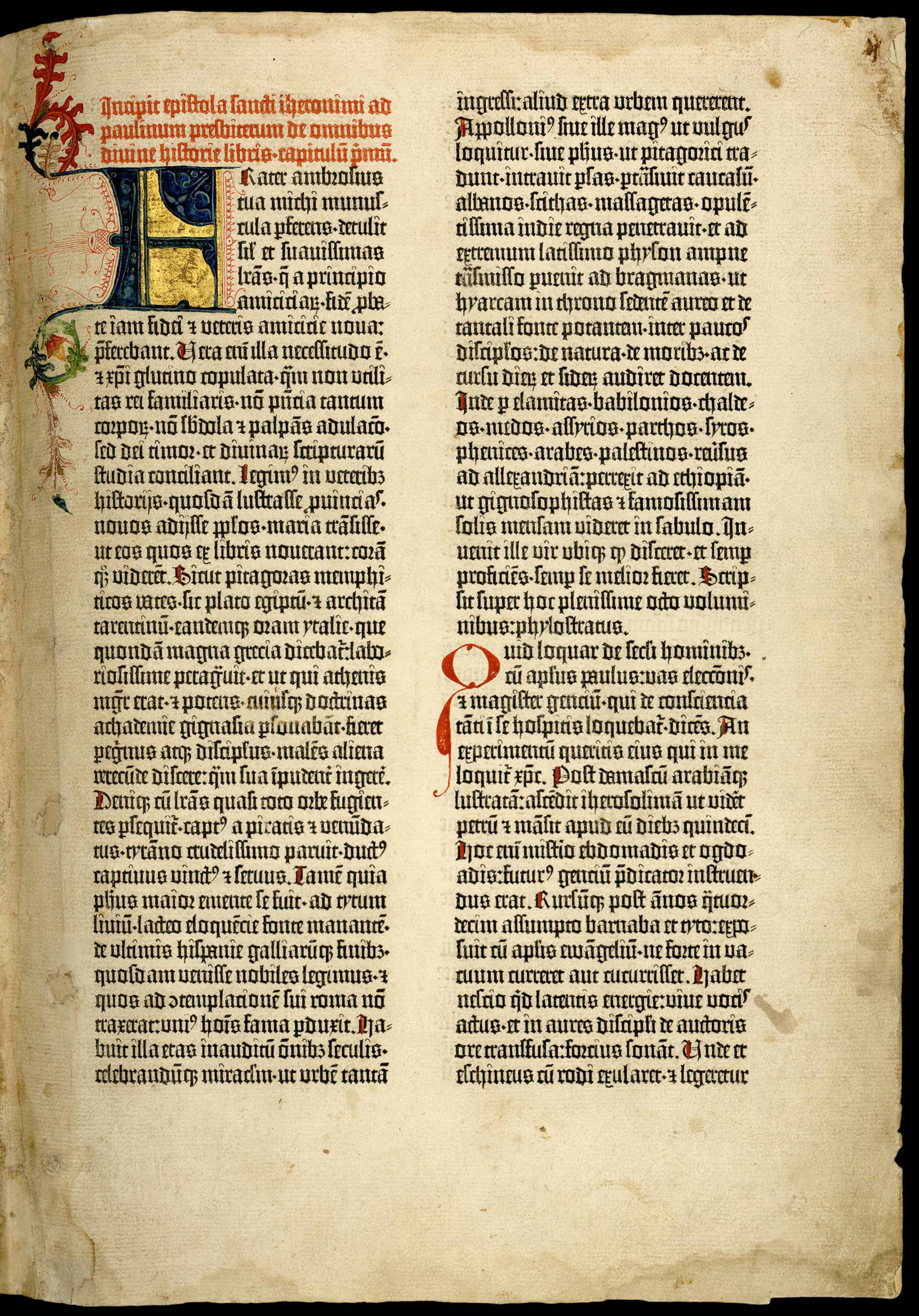
Première page d'une copie de la Bible de Gutenberg, université du Texas, Austin.

La Renaissance allemande fait partie des mouvements de la Renaissance nordique. C'est un mouvement culturel et artistique qui s'est propagé sous l'influence de la Renaissance italienne parmi les intellectuels et artistes allemands des XVe et XVIe siècles. Cette propagation est la conséquence des séjours des artistes allemands en Italie afin d'en apprendre plus et de trouver l'inspiration au sein de ce mouvement. L'admiration pour la culture classique a stimulé la création d'Académies en Allemagne et fut l'occasion pour les scientifiques de se concentrer au monde qui les entoure. Ce fut un tournant majeur de l'histoire allemande.
Pris entre les pôles culturels importants de l'Italie et de la Flandre, au cours du XVe siècle, les pays germanophones ont lutté pour développer une école artistique capable de rivaliser avec les autres écoles européennes. Ce n'est qu'avec quelques personnages décisifs, parmi lesquels l'éminent Albrecht Dürer, qu'entre la fin du XVe et le début du XVIe siècle, les régions allemandes ont pleinement embrassé les thèmes de la Renaissance, atteignant des objectifs mémorables et une influence durable dans l'art des pays voisins.
Dürer lui-même a inventé la traduction de « Renaissance », la « Wiedererwachung », confirmant qu'il était pleinement conscient de l'importance de ce processus historique.
De nombreux domaines des arts et des sciences ont été influencés, notamment par la diffusion de l'humanisme de la Renaissance dans les différents États et principautés allemands. De nombreux progrès ont été réalisés dans les domaines de l'architecture, des arts et des sciences. L'Allemagne a produit deux développements qui devaient dominer le XVIe siècle dans toute l'Europe : l'imprimerie et la Réforme protestante.
Avec la Réforme protestante, l'art fut d'abord aussi exploité pour la propagande religieuse ; dans un second temps les représentations figuratives furent vues comme une mauvaise coutume liée à l'ostentation du catholicisme romain et un véritable iconoclasme commença, qui culmina après 1530. À ce propos Louis Ier (roi de Bavière) écrivait en 1842 : « Là où se dressait la Réforme, l’art figuratif se couchait ».
Lors du développement ultérieur du nationalisme romantique, le souvenir de la Renaissance allemande a nourri la Révolution de Mars et les désirs d'unification allemande.

## Contexte général
La Renaissance est en grande partie motivée par le regain d'intérêt pour l'apprentissage classique et est également le résultat d'un développement économique rapide. Au début du XVIe siècle, l'Allemagne (en référence aux terres du Saint-Empire romain germanique) est l'une des régions les plus prospères d'Europe malgré un niveau d'urbanisation relativement faible par rapport à l'Italie ou aux Pays-Bas. Elle bénéficie de la richesse de certains secteurs tels que la métallurgie, les mines, la banque et le textile. Plus important encore, l'impression de livres s'y est développée et les imprimeurs allemands dominent le nouveau commerce du livre dans la plupart des autres pays jusqu'au XVIe siècle.
L'Allemagne compte déjà des universités renommées, dont sept ont été construites entre 1348 et 1409. Dans ces centres, les humanités ont été introduites après 1440, principalement sous l'influence de Johannes Reuchlin, Peter Luder, Ulrich von Hutten et Gregor Reisch. Les savants germanophones assistent à des conférences en Lombardie et en Toscane et rapportent les idées humanistes. La connaissance du grec, du latin et de l'hébreu font rapidement partie des bagages des intellectuels allemands. Ils prennent également l'habitude de latiniser leurs noms, à l'instar des humanistes italiens : Crotus Rubeanus et Pierius Graecus, Capnion et Lupambulus Ganymedes, Jean Œcolampade et Philippe Mélanchthon en sont quelques exemples.
L'Allemagne se trouve au seuil du XVe siècle morcelée en plusieurs dizaines de pouvoirs locaux, sans que l'autorité impériale, de fait, puisse imposer son pouvoir comme un tout, comme ce fut le cas en France ou en Angleterre. Les vastes territoires germanophones sont fragmentés en principautés pratiquement autonomes, les unes vastes, les autres minuscules, tantôt gouvernées par un seigneur, tantôt par un évêque, auxquelles s'ajoutent alors les villes libre d'Empire, dotées de statuts particuliers qui les investissent d'importants privilèges commerciaux et d'une large autonomie administrative. Parmi ces dernières, les villes de la Hanse se distinguent.
Quelques-uns des princes allemands, parmi eux Maximilien Ier empereur des Romains et le duc Eberhard V de Wurtemberg, jouent un rôle important dans la fondation de nouvelles universités et dans le patronage des savants. Les villes de Strasbourg, Nuremberg, Augsbourg et Bâle sont des centres intellectuels où des érudits comme Jacques Wimpfeling, Sébastien Brant, Konrad Peutinger, Hartmann Schedel et Willibald Pirckheimer, et des artistes comme Albrecht Dürer et Hans Holbein l'Ancien sont venus. Bien que l'esprit de la Renaissance ait été diffusé, la Renaissance allemande conserve un caractère différent de celui de l'Italie : par exemple, l'art gothique a très peu subi les influences méridionales.

## Héritage gothique

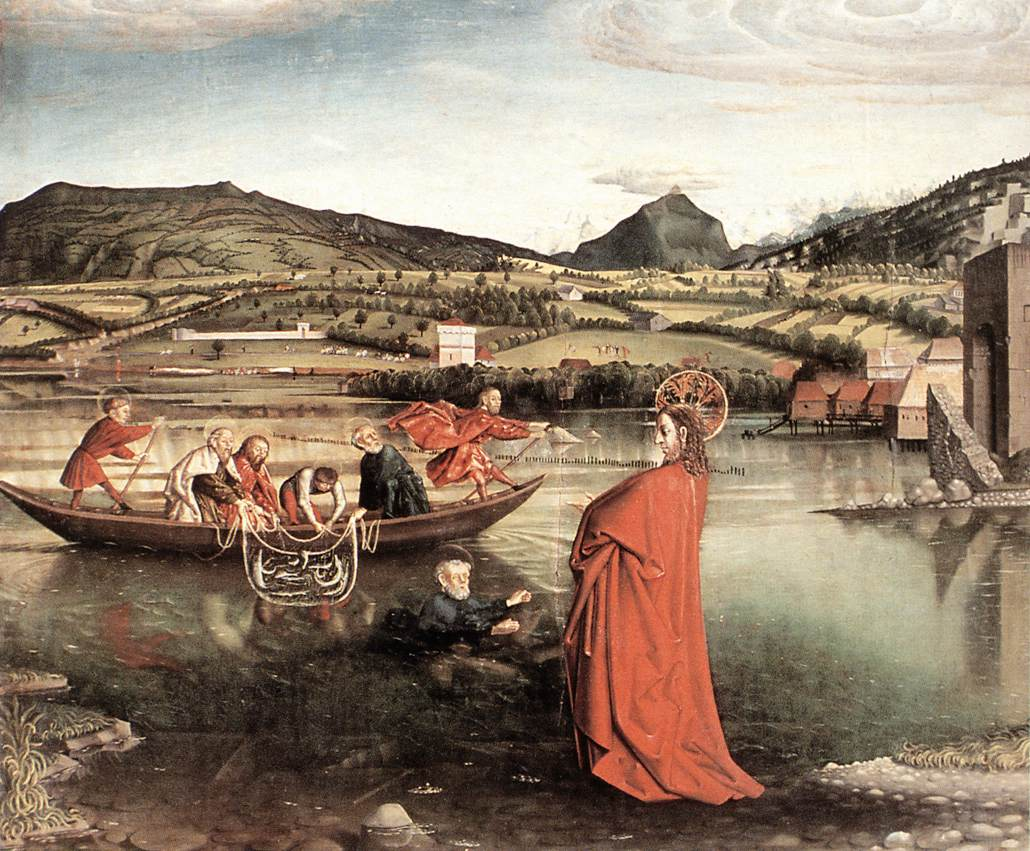
Konrad Witz, Appel de Pierre, (1444).

Tout au long du XVe siècle, l'Allemagne est dominée par l'influence du monde gothique, parvenant à développer certaines de ses caractéristiques propres, très appréciées même à l'étranger. Parmi les régions les plus actives artistiquement, qui coïncident souvent avec celles dont l'économie est la plus florissante, les villes hanséatiques se distinguent (avec des artistes tels que Bernard von Minden, Maître Francke), Cologne (berceau du « style doux » de Conrad von Soest ou Stefan Lochner), Bâle (avec le style sévère et monumental de Konrad Witz), l'Alsace (Martin Schongauer et Nicolas Gerhaert de Leyde).
Le concept de « Renaissance du Nord » ou de « Renaissance allemande » est quelque peu confus du fait de la poursuite de l'utilisation d'ornements gothiques jusqu'au XVIe siècle, même dans des œuvres qui sont sans aucun doute de la Renaissance dans leur traitement de la figure humaine et à d'autres égards. L'ornement classique a peu de résonance historique dans une grande partie de l'Allemagne, mais à d'autres égards, l'Allemagne suit très rapidement les évolutions, en particulier en adoptant l'impression à caractères mobiles, une invention allemande qui demeure presque un monopole allemand pendant quelques décennies, et est portée à travers l'Europe, dont la France et l'Italie, par les Allemands[réf. nécessaire].

## Humanisme

### Ouverture à l'humanisme
« Les artistes allemands passent au second plan, les italiens, d'ordinaire avides de gloire, vous donnent la main, les français vous saluent comme un maître. » (Christoph von Scheurl, 1509).

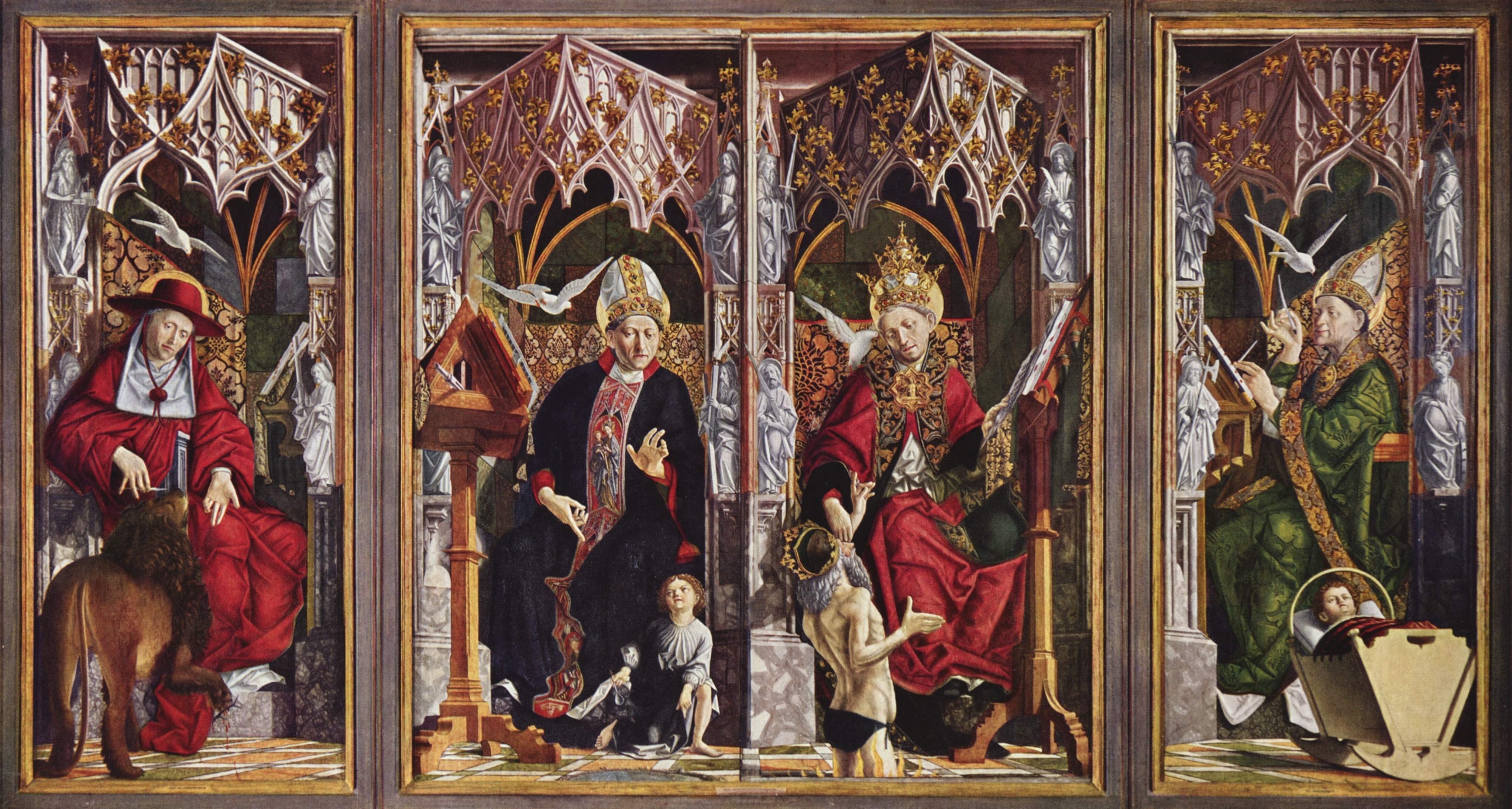
Michael Pacher, Autel des Quatre Pères de l'Église (vers 1483).

Le premier artiste allemand important qui soit entré en contact avec l'humanisme italien est, pour la région alpine, Michael Pacher, un peintre et sculpteur qui a travaillé dans l'atelier de Francesco Squarcione à Padoue (d'où Andrea Mantegna est issu), atteignant la maîtrise d'un style dans lequel la richesse de l'ornementation typiquement gothique s'insère dans des espaces disposés en perspective. Son mélange de rationalité anatomique et spatiale italienne et d'intenses valeurs expressives nordiques a abouti à un style atypique, l'un des plus singuliers de l'art européen de la seconde moitié du XVe siècle.
Au cours de ces années, l'art allemand élabore des modèles de dévotion qui ont ensuite une vaste diffusion. Parmi celles-ci la Schöne Madonna (Belle Madone), dérivée des prototypes français mais d'une douceur plus intense et souriante, le Christ des Rameaux, c'est-à-dire le Christ sur l'âne destiné à être porté en procession le dimanche des Rameaux, les Crucifixions chargées d'accents pathétiques, la Vesperbild ou la Pietà avec la Vierge tenant le Christ mort sur ses genoux.
Parmi les figures phares de cette période figurent des artistes tels que Hans Multscher, peintre et surtout sculpteur qui travailla dans tout le sud de l'Allemagne jusqu'au Tyrol et dans les Alpes, et Hans Memling, allemand de naissance mais destiné à devenir un artiste de premier ordre de la peinture flamande.

### Humanisme nordique

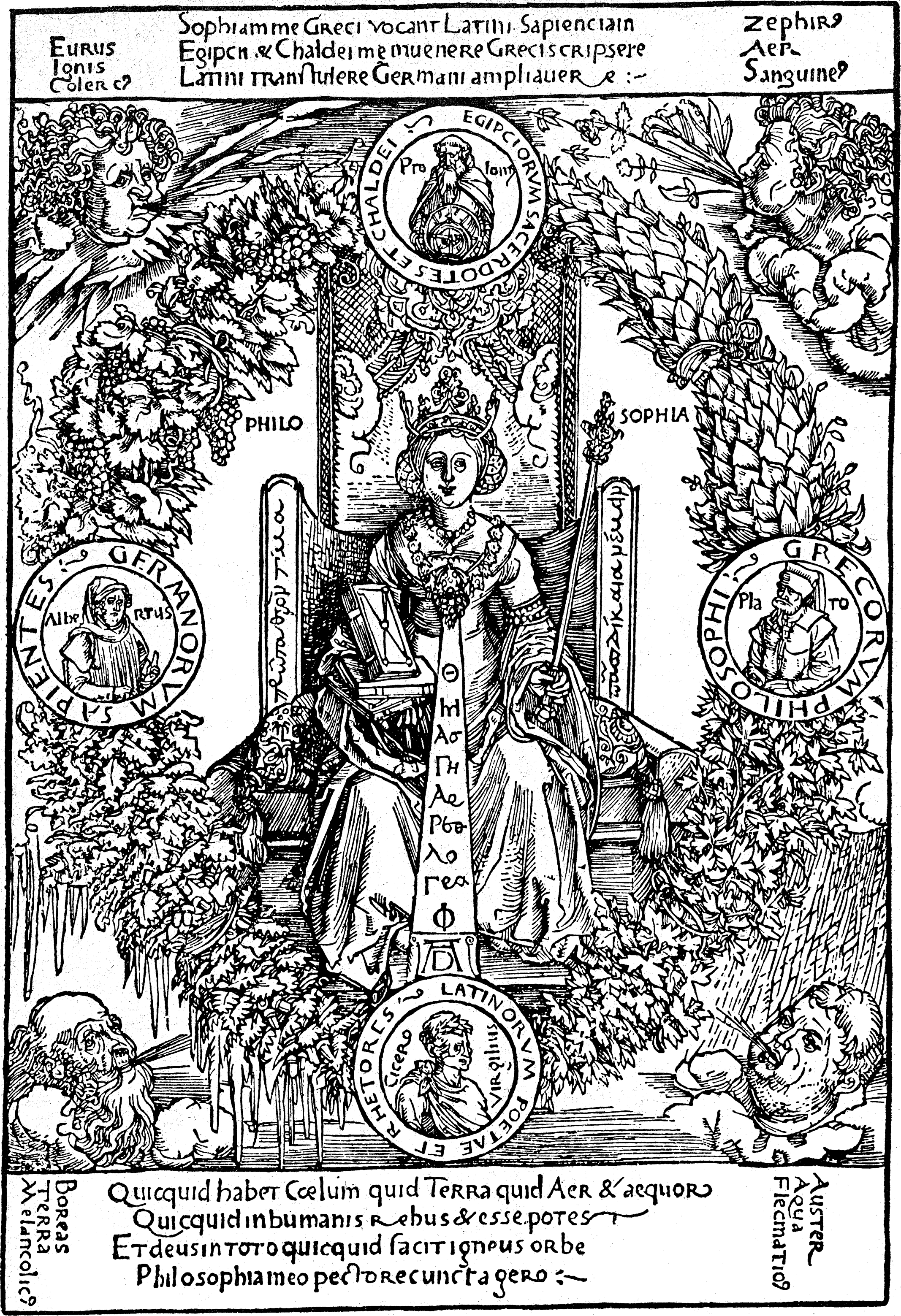
Dürer, Allégorie de la philosophie(1502).

L'invention de l'imprimerie à caractères mobiles à Mayence, par l'Allemand Johannes Gutenberg en 1455, est une véritable révolution culturelle qui, en quelques décennies, conduit à une diffusion sans précédent du livre, moins cher et plus rapide à fabriquer, avec des conséquences sur l'alphabétisation, l'éducation et la diffusion de la culture dans toute l'Europe. En tant que libre penseur, humaniste et inventeur, Gutenberg grandit au sein de la Renaissance, mais l'influence également beaucoup. La presse typographique de Gutenberg permet aux humanistes, réformistes et autres de faire circuler leurs idées. Gutenberg est également connu comme le créateur de la Bible de Gutenberg, une œuvre cruciale qui marque le début de la presse typographique et l'ère du livre imprimé dans le monde occidental.
À la fin du XVe siècle, l'accès à une culture humaniste n'est plus réservé à quelques centres d'avant-garde, mais se diffuse le long des routes commerciales à travers le continent. La région nordique en général est une terre de vif bouillonnement, aux contacts multiples avec l'humanisme italien. Si d'un côté la culture classique se répand, de l'autre les appels à une religiosité plus intense et directe deviennent de plus en plus pressants, en opposition toujours plus ouverte aux scandales de la Curie romaine. Le protagoniste de cette période est Érasme, mais aussi Conrad Celtes, Johannes Reuchlin, les intellectuels de l'université de Vienne, et les divers clients acculturés, tels que les princes électeurs, les ducs, les cardinaux, les financiers et les intellectuels.
Si d'un côté le déclin de la Hanse s'amorce, de l'autre de nombreux centres prospèrent de l'Alsace au Rhin, jusqu'à la riche et cultivée Bâle.
Conrad Celtes (1459-1508) est l'un des humanistes allemands les plus importants. Il a étudié à Cologne et à Heidelberg, puis a voyagé dans toute l'Italie pour collecter des manuscrits latins et grecs. Fortement influencé par Tacite, il utilise La Germanie pour présenter l'histoire et la géographie allemandes. Finalement, il consacre son temps à la poésie, dans laquelle il loue l'Allemagne en latin. Johannes Reuchlin (1455-1522) est la personnalité la plus importante de l'enseignement de la culture mondiale en Allemagne à cette époque. Érudit du grec et de l'hébreu, diplômé, puis enseignant à Bâle, il était considéré comme extrêmement intelligent. Pourtant, après avoir quitté Bâle, il doit commencer à copier des manuscrits et à faire son apprentissage dans les domaines du droit. Il est surtout connu pour ses études hébraïques. Contrairement à certains autres « penseurs » de cette époque, Reuchlin étudie l'Hébreu, dans le but de purifier le christianisme, créant même un guide pour la prédication dans la foi hébraïque. Ce livre, intitulé De Arte Predicandi (1503), est probablement l'une de ses œuvres les plus connues de cette période et rencontre la résistance de l'Église catholique.

## Rôle des princes allemands

### MaximilienIer
Lié à l'Italie également par des liens matrimoniaux, cultivé et empreint d'humanisme, Maximilien Ier de Habsbourg tente de donner un nouvel aspect majestueux et classique à son empire enraciné avant tout dans l'espace alpin, de la Suisse à Trieste. En 1501, il rejoint l'université de Vienne, alors encore dominée par la scolastique, avec le collegium poetarum et mathematicorum d'empreinte humaniste, invitant de nombreux intellectuels et humanistes italiens comme professeurs.
Maximilien établit sa cour dans la petite mais élégante Innsbruck, au centre du Tyrol, où il a lancé d'importantes entreprises artistiques, comme une série de gravures de célébration et la création d'une série de statues colossales en bronze destinées à sa tombe. Les plus grands artistes de son temps se sont présentés à lui, de Dürer à Albrecht Altdorfer, de Lucas Cranach l'Ancien à Hans Burgkmair, jusqu'au sculpteur Peter Vischer l'Ancien, au poète Conrad Celtes, au géographe Georg Peutinger, à l'astronome Erhard Etzlaub et à l'humaniste Willibald Pirckheimer. Si à sa cour l'architecture reste liée à l'art gothique, en peinture, l'École du Danube se développe, basée sur une plus grande prédominance du paysage sur les figures, qui a de forts échos internationaux.
Avec la mort de l'empereur en 1519, le passage du pouvoir à son neveu Charles Quint marque un changement brutal de l'axe de l'empire, avec un déclin rapide de la cour tyrolienne, où, cependant, les travaux se poursuivent sur le mausolée de Maximilien pendant des décennies.
Il y a cependant une renaissance artistique à Innsbruck après 1564, lorsque l'archiduc Ferdinand II de Habsbourg hérite du titre de comte du Tyrol, s'y installant. Il est chargé de la rénovation du château d'Ambras, où il place ses collections, dont un célèbre Wunderkammer, l'un des plus riches et des mieux conservés d'Europe.

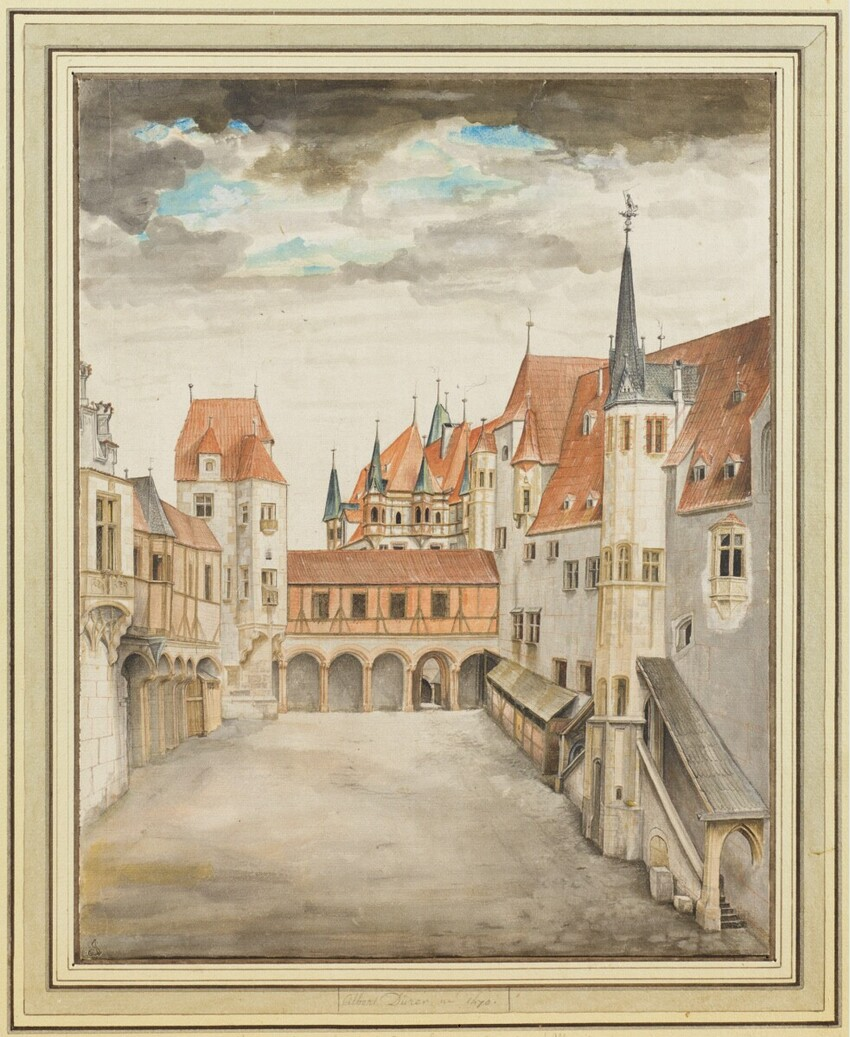
Dürer, Cour du château d'Innsbruck (1495), Albertina, Vienne.
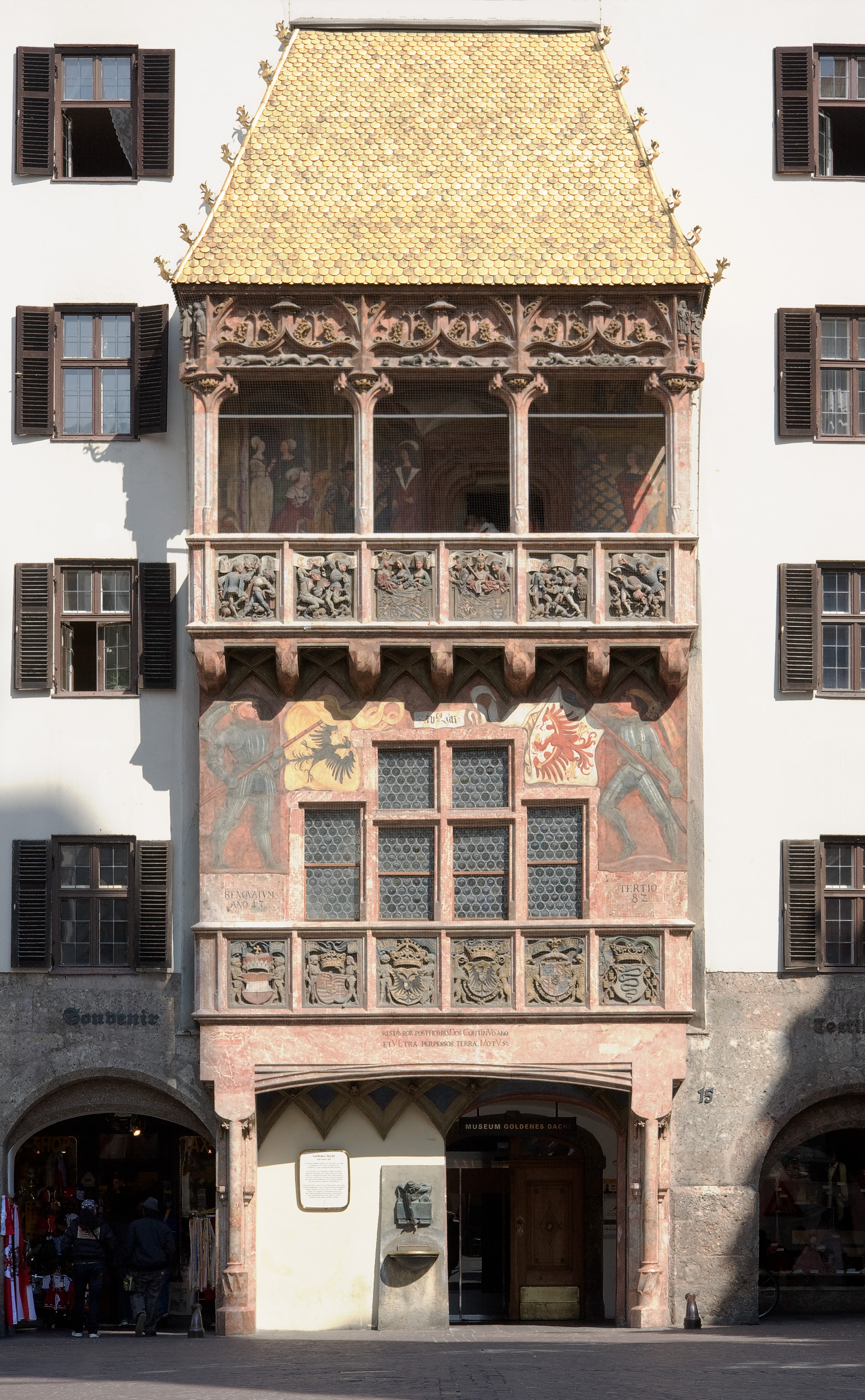
Le Goldenes Dachl d'Innsbruck (1507).
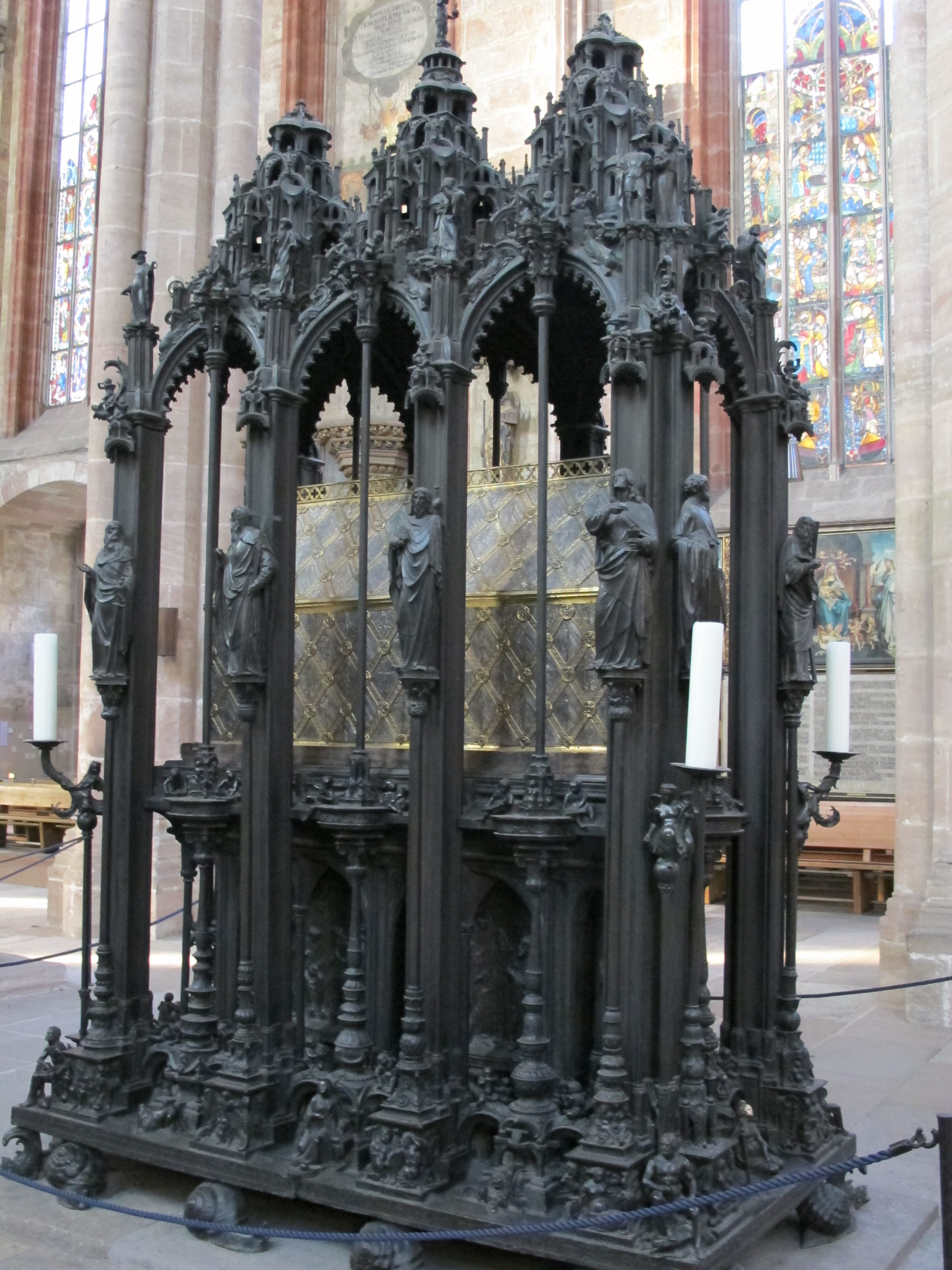
Peter Vischer l'Ancien, Tombe de saint Sebaldo, église Saint-Sébald de Nuremberg (1508-19).
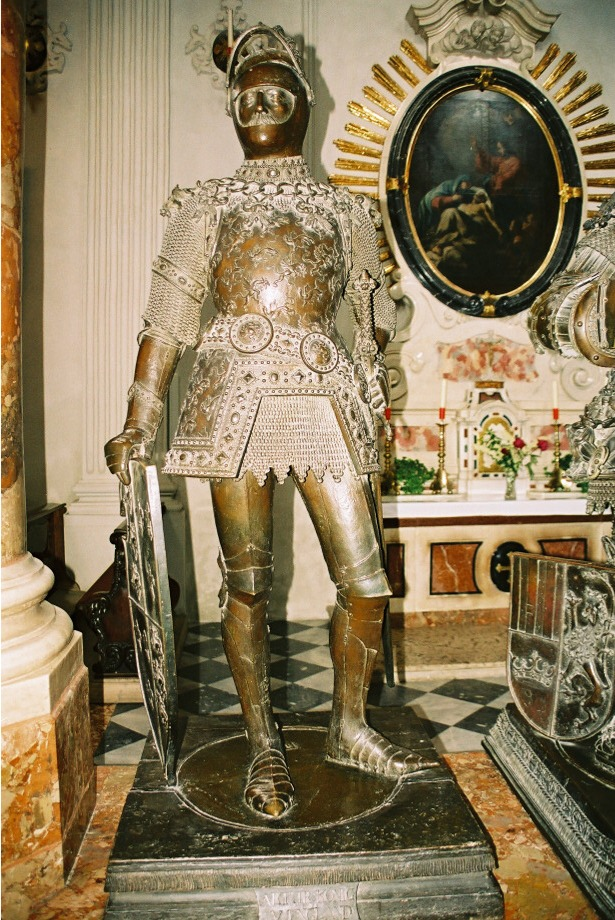
Peter Vischer l'Ancien, Roi Arthur (1512-1513), statue du mausolée de Maximilien, Innsbruck, Hofkirche (Innsbruck).
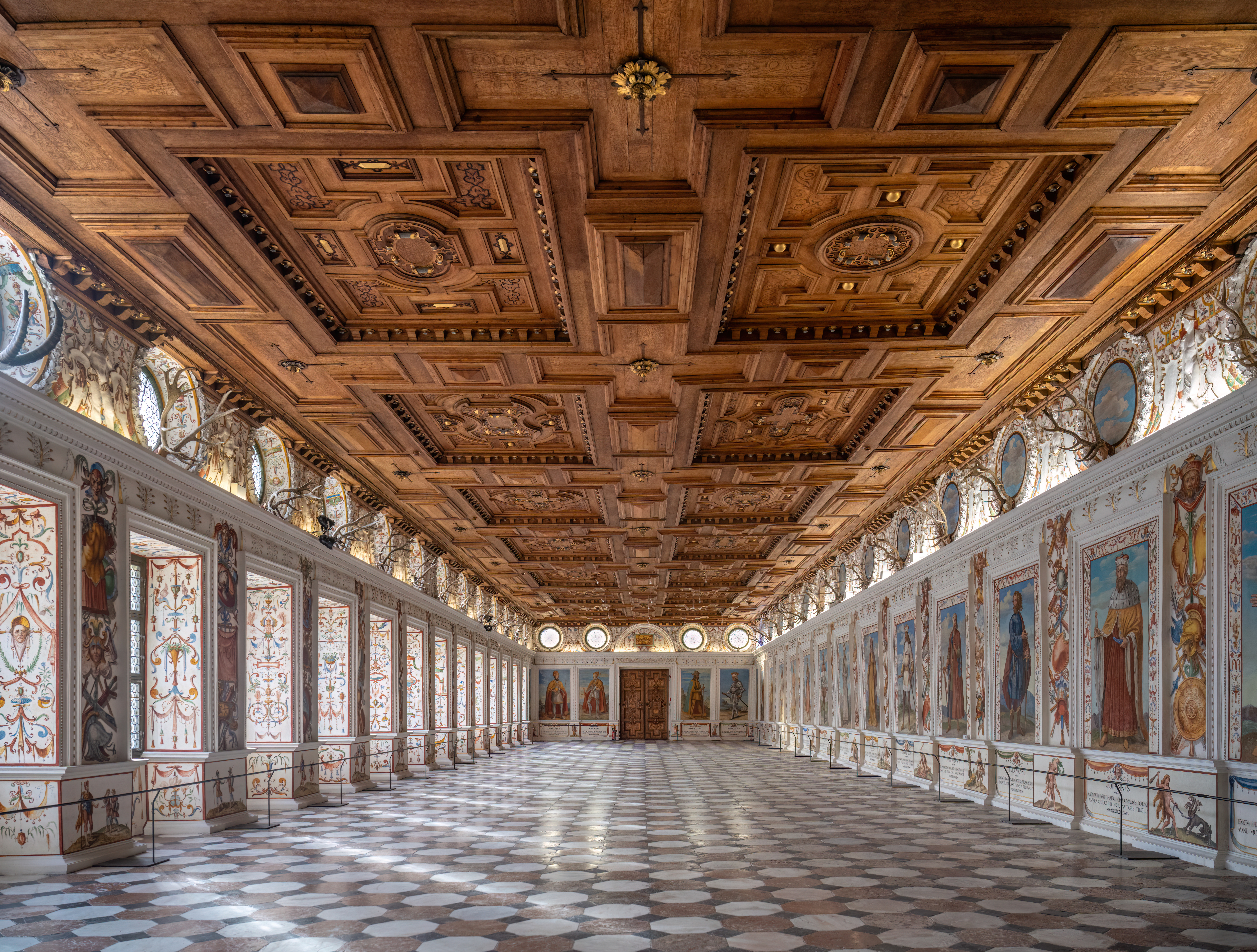
Salon espagnol du château d'Ambras.

### Frédéric III de Saxe
La cour de l'électeur Frédéric III de Saxe à Wittemberg est un cercle culturel important. De passage à Nuremberg en 1496, il est frappé par le talent du jeune Albrecht Dürer, à qui il commande trois œuvres, devenant son premier client important : un portrait, exécuté avec la technique de la détrempe rapide, et deux polyptyques pour meubler l'église qu'il fait construire dans le château de Wittemberg, sa résidence : le Retable de Dresde et le Polyptyque des Sept Douleurs. L'artiste et le client entament une relation durable qui perdure au fil des années, même si Frédéric préfère souvent Lucas Cranach l'Ancien à Dürer, qui devient peintre de la cour et reçoit également un titre de noblesse.

## Les années dorées de Nuremberg
Nuremberg, la capitale de la Franconie, grâce à la fabrication florissante des métaux précieux et aux privilèges commerciaux, devient, avec Cologne et Augsbourg, l'une des villes allemandes les plus riches et les plus peuplées, avec une classe remarquable de marchands cultivés et riches, qui favorisent une intense vie culturelle et artistique. La présence des imprimeries est précoce et importante, avec une production florissante de livres illustrés imprimés en plusieurs langues, qui n'a d'égale que la ville de Bâle.
Les bibliothèques des patriciens de la ville comptent des centaines de volumes, souvent liés à des études humanistes. À la fin du XVe siècle, la ville apparaît comme l'une des plus cosmopolites d'Europe, dans les rues de laquelle on rencontre des hommes de lettres, des mathématiciens, des géographes, des théologiens, des artistes et des marchands, grâce à un réseau commercial qui va de Cracovie à Lisbonne, de Venise à Lyon.
Alors que les horloges, les automates, les instruments de musique et les équipements de navigation et d'astronomie produits à Nuremberg se diffusent dans toute l'Europe, l'église Saint-Laurent de Nuremberg se distingue parmi dans les chantiers architecturaux de la ville, où interviennent le verrier et chanoine Peter Hemmel et les sculpteurs Adam Kraft et Veit Stoss, ainsi que l'Église Saint-Sébald de Nuremberg où officient l'orfèvre-sculpteur Peter Vischer l'Ancien et Stoss lui-même.
C'est précisément dans ce climat effervescent que le jeune Albrecht Dürer est formé.

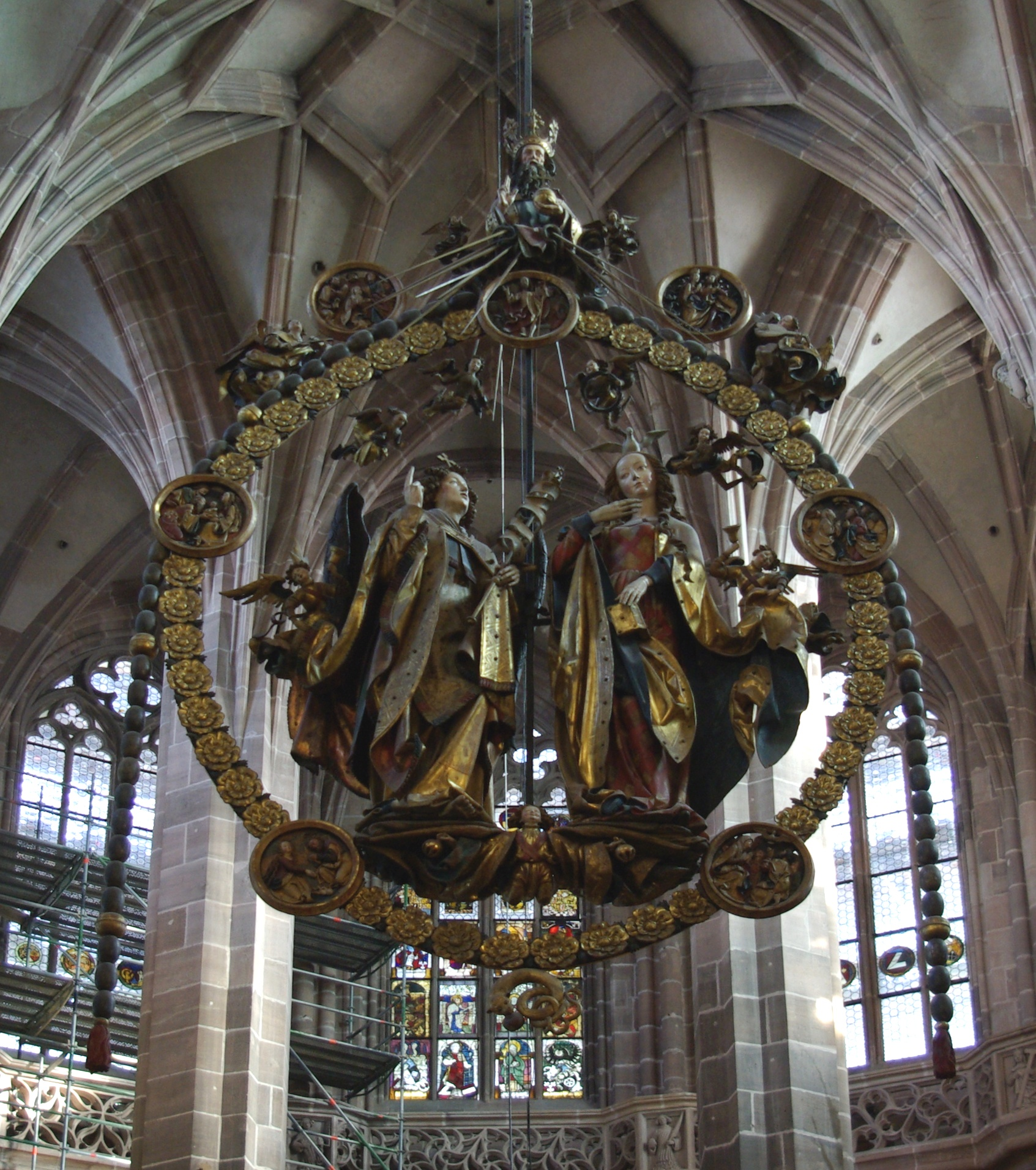
Veit Stoss, Salut de l'Ange, Église Saint-Laurent, Nuremberg (1517-1519).
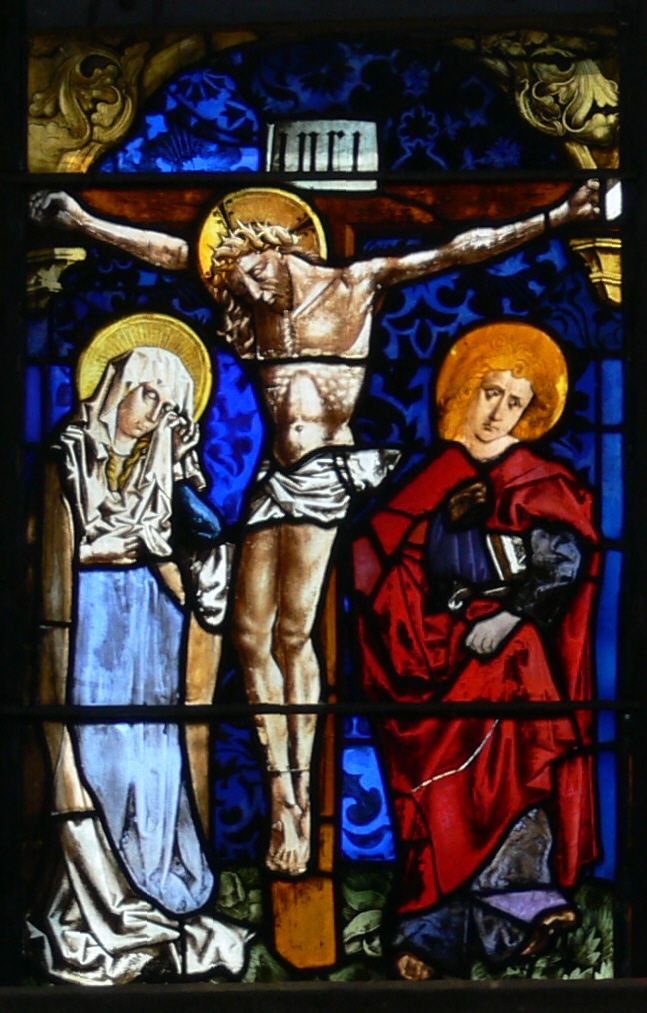
Peter Hemmel von Andlau, Crucifixion (1477–1478), Ravensbourg, Liebfrauenkirche.
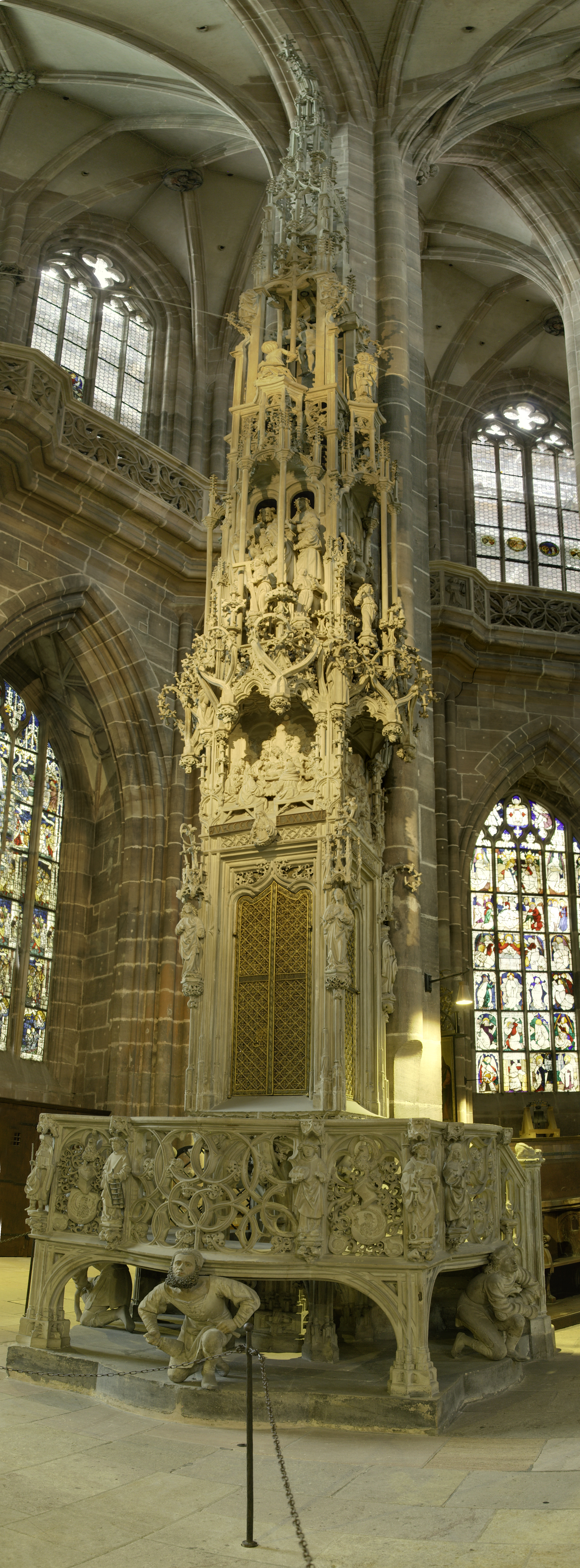
Adam Kraft, tabernacle de l'église Saint-Laurent de Nuremberg.
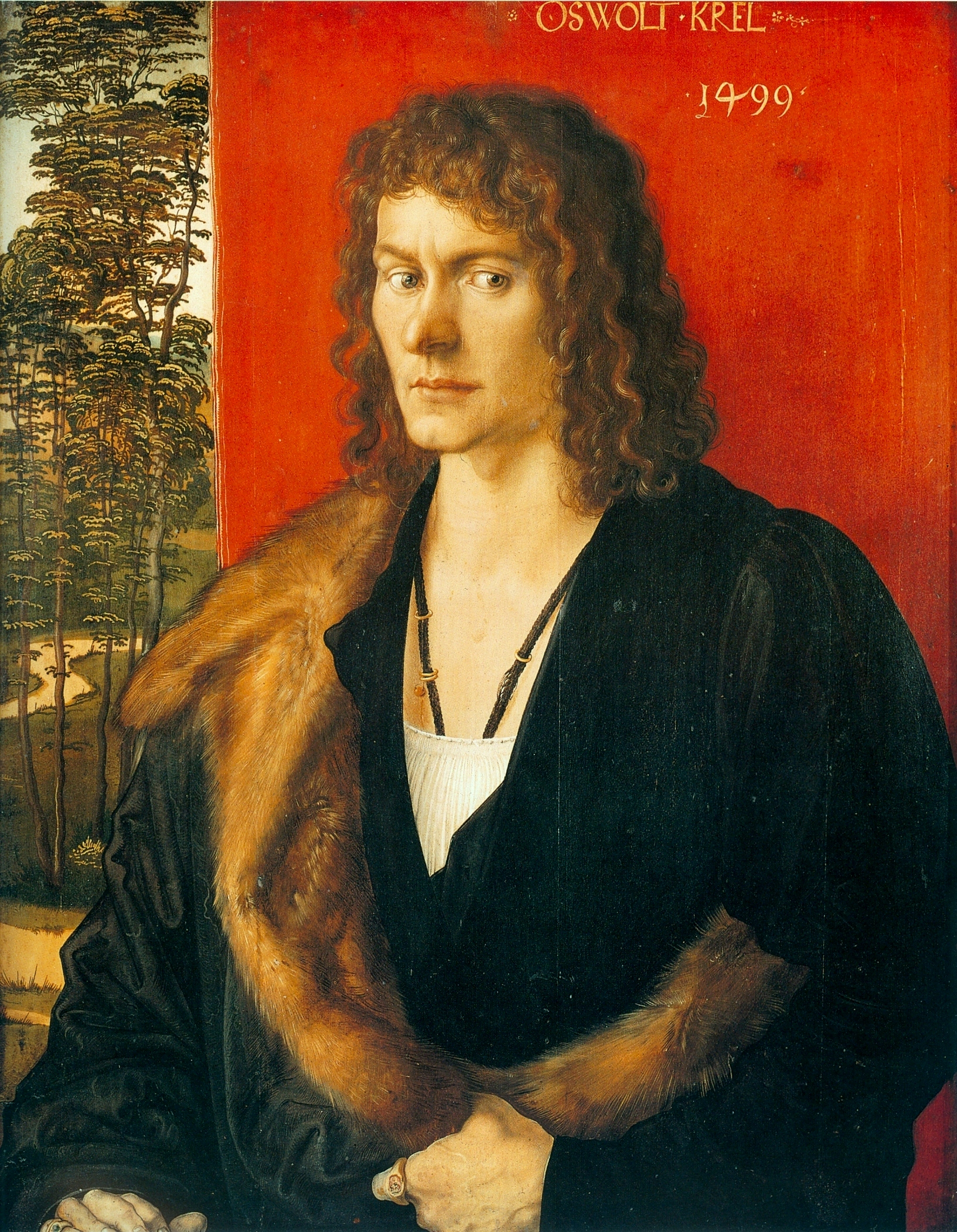
Dürer, Portrait d'Oswald Krell (1499), Munich, Alte Pinakothek.

## Albrecht Dürer (1471–1528)
Albrecht Dürer est à l'époque, et reste, l'artiste le plus célèbre de la Renaissance allemande. Il est célèbre dans toute l'Europe, et très admiré en Italie, où son travail est principalement connu à travers ses estampes. Il a réussi à intégrer un style nordique élaboré avec l'harmonie et la monumentalité de la Renaissance. Parmi ses œuvres les plus connues figurent Melencolia I, les Quatre cavaliers de sa série de gravures sur bois L'Apocalypse et Le Chevalier, la Mort et le Diable.

### Influence des voyages de Dürer en Italie

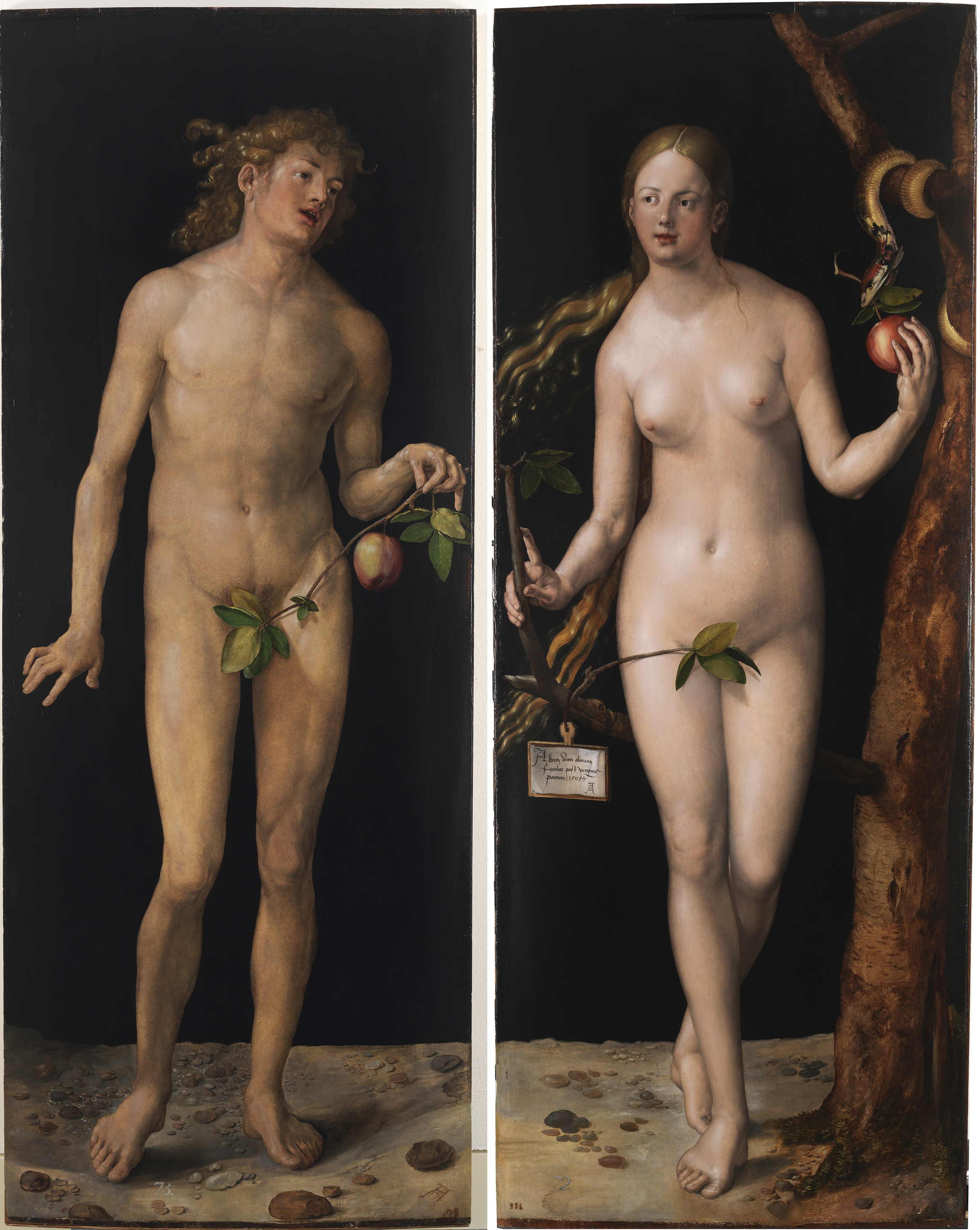
Albrecht Dürer, Adam et Ève.

À l'automne 1494, peu de temps après son mariage, Albrecht Dürer, âgé de vingt-trois ans, peintre et graveur établi dans son pays natal, part pour l'Italie pour un voyage d'études qui dure jusqu'en 1495, visitant Padoue, Mantoue et, surtout, Venise. Auteur d'une série d'aquarelles sur le paysage alpin au cours du voyage, arrivé à destination il visite les universités, les lieux liés à l'humanisme, les ateliers d'artistes locaux célèbres, où il est frappé par le statut social élevé dont jouissent les artistes en Italie.
Intéressé par la représentation spatiale en perspective et par la recherche des proportions corporelles idéales, Dürer revient à Nuremberg plein d'intérêts et d'intentions nouvelles. Se consacrant à une série de gravures à succès qui le rend célèbre dans toute l'Europe, il décide, désormais en tant qu'artiste confirmé, de se rendre une seconde fois à Venise de 1505 à 1507. Lors de ce voyage, il a désormais mûri sa maîtrise artistique et réussit à établir un dialogue sur un pied d'égalité avec la culture figurative de la Renaissance italienne. Lors de ce deuxième voyage, il rencontre probablement Luca Pacioli, qui l'initie aux secrets de la perspective, et obtient d'importantes commandes artistiques, parmi lesquelles se distingue la La Vierge de la fête du rosaire pour l'église San Bartolomeo de Venise, où se réunissent les marchands du Fontego dei Tedeschi qu'il a rencontrés.
Dès le lendemain de son retour en Allemagne, il se consacre, à l'instar d'artistes comme Léonard de Vinci, à la rédaction d'un traité, jamais achevé, sur les proportions du corps humain, dont la summa figurative se retrouve dans le double panneau d'Adam et Ève (1507), les premiers nus grandeur nature de l'art allemand.

### Dernières années

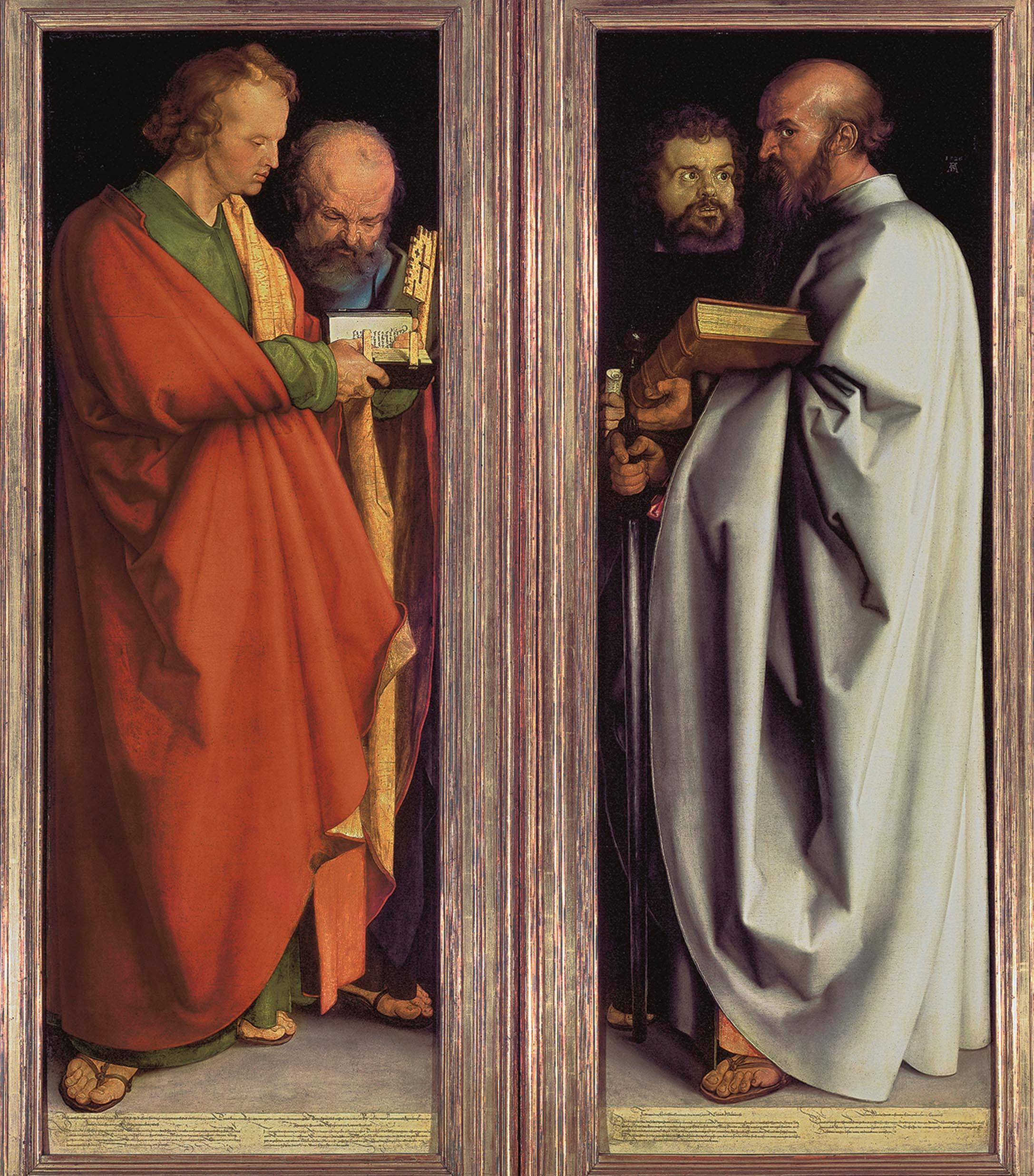
Dürer, Les Quatre Apôtres.

De retour d'Italie, Dürer s'installe à nouveau à Nuremberg pour près de quarante ans, peignant pour la municipalité et pour certaines églises, des œuvres comme le retable de L'Adoration de la Sainte Trinité (1511), d'une richesse éblouissante. Il poursuit son activité de gravure avec la série des Meisterstiche, trois feuilles créées entre 1513 et 1514 et vendues séparément, même si elles sont souvent considérées comme un triptyque, avec Le Chevalier, la Mort et le Diable, Saint Jérôme dans sa cellule et Melencolia I. Pour l'empereur Maximilien Ier, il crée la série de l'Arc de triomphe de Maximilien, composée de 192 gravures sur bois à recomposer en une seule grande image, et Le Grand Char triomphal de l'empereur Maximilien Ier, œuvres ambitieuses qui sont envoyées dans tout le royaume. En signe de remerciement, il reçoit une rente de l'empereur, qui est cependant suspendue à la mort de Maximilien en 1519. L'artiste entreprend alors un voyage aux Pays-Bas pour rencontrer le nouvel empereur Charles Quint et faire confirmer son privilège.
Il part le 12 juillet 1520 et reste exactement un an loin de chez lui, faisant la connaissance de nombreuses personnalités de l'époque, d'Érasme à Christian II (roi de Danemark), de diplomates et de marchands à des artistes tels que Quentin Metsys, Joachim Patinier, Lucas van Leyden, Jan Mabuse. Parvenant à son but, à la fin du voyage, l'artiste constate cependant une perte de revenus et retourne à Nuremberg, probablement déjà atteint par la maladie qui entraîne sa mort quelques années plus tard.
Les dernières années de l'artiste sont dominées par une réflexion religieuse tourmentée. L'approche de la doctrine protestante se reflète également dans son art, abandonnant presque complètement les thèmes et les portraits profanes, préférant de plus en plus les sujets évangéliques, tandis que son style devient plus sévère et énergique. Le projet d'une conversation sacrée, dont il reste de nombreuses études, est probablement abandonné précisément en raison des conditions politiques et du climat désormais hostile aux images sacrées, accusées d'alimenter l'idolâtrie. Peut-être pour se défendre de cette accusation, en 1526, en pleine ère luthérienne, il peint les deux tableaux avec Les Quatre Apôtres monumentaux, véritables champions de la vertu chrétienne, dont il fait don à la mairie de sa ville.

## Bassin du Rhin

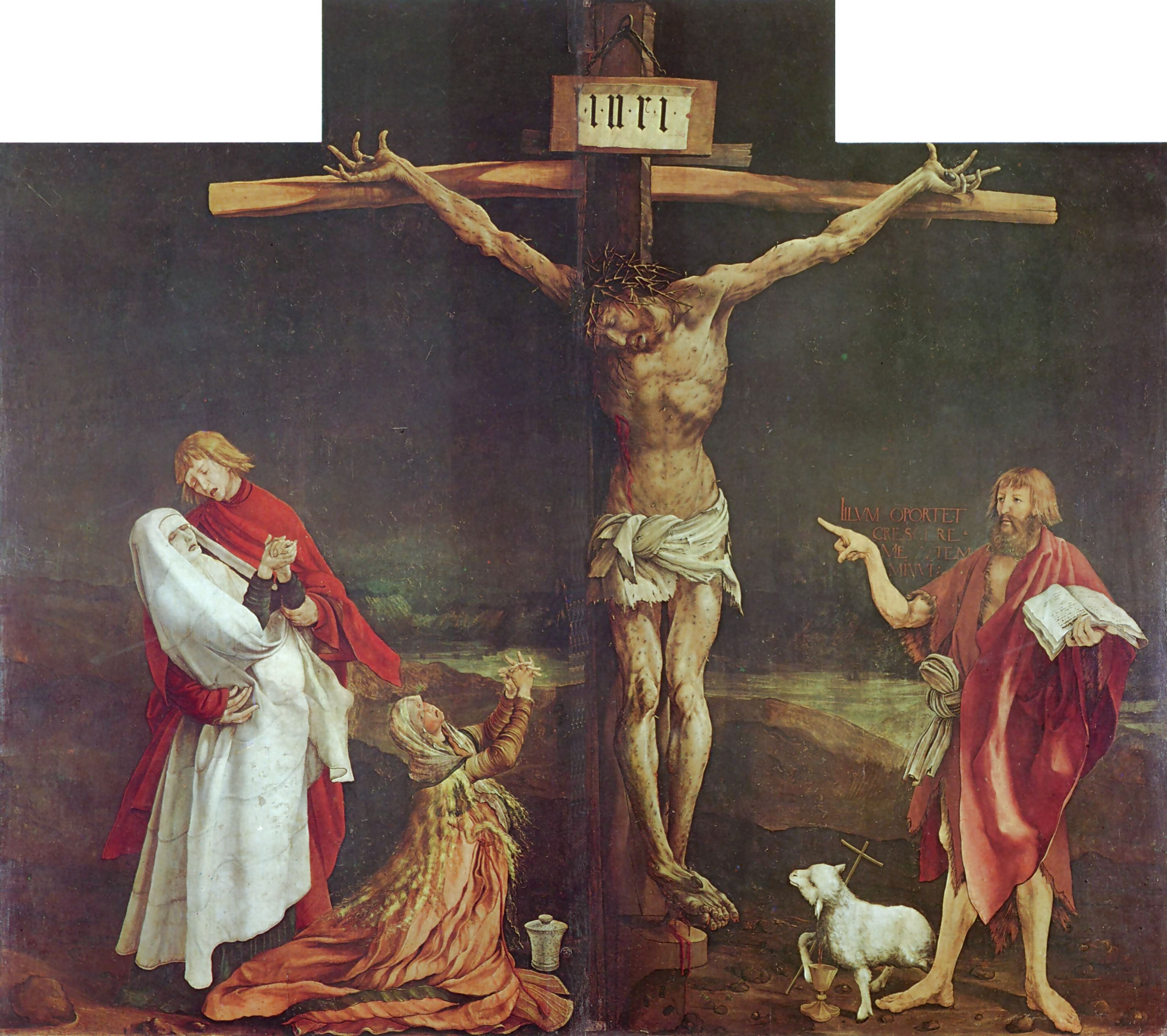
Mathis Grünewald, La Crucifixion, panneau central du Retable d'Issenheim.

À partir des années 1510, l'espace rhénan, de la Franconie à la Rhénanie, de l'Alsace à la Forêt-Noire jusqu'à Bâle, connaît un épanouissement artistique notable, avec l'activité d'artistes tels que Dürer, Albrecht Altdorfer, Hans Baldung ou encore Matthias Grünewald, ainsi que les débuts artistiques de Hans Holbein le Jeune.
Le maître d'ouvrage exige désormais avant tout des retables entièrement peints, en lieu et place des traditionnels complexes sculptés. Parmi les œuvres les plus significatives figure le Retable d'Issenheim de Grünewald, dans lequel le peintre déverse une expressivité dramatique et tumultueuse, capable d'éclipser le coffre sculpté de Nicolas Hagenauer.
Alors que le trafic commercial le long du fleuve, et des villes comme Cologne, entrent en crise, supplantées par les nouvelles puissances marchandes océaniques, la Rhénanie est déchirée par la Réforme. Le cas du puissant archevêque de Mayence Albert de Brandebourg est emblématique, qui laisse les artistes sans commandes, orientant ses ressources vers d'autres activités.

## Domination d'Augsbourg
Grâce aux énormes fortunes financières de la dynastie Fugger, au cours du XVIe siècle, Augsbourg entreprend progressivement de surplanter Nuremberg en tant que centre culturel de l'Allemagne. Jacob Fugger le « Riche » fait construire en 1514 la Fuggerei, un quartier résidentiel pour les pauvres, tandis que des éléments classiques et italianisants apparaissent dans la chapelle familiale de l'église de Sant'Anna. Les principaux peintres actifs dans la ville, capables de synthétiser les stimuli cosmopolites de la nouvelle réalité, sont avant tout Hans Holbein l'Ancien et Hans Burgkmair.
En 1518, un an après l'affichage des 95 thèses, Jacob Fugger favorise l'ouverture de la Diète d'Empire à Augsbourg pour tenter une conciliation entre Luther, l'empereur Maximilien Ier et le chanoine dominicain Tetzel : Dürer assiste aux réunions, dépeignant quelques-uns des participants. L'initiative est un échec religieux, mais elle ouvre la voie à la tenue de réunions politiques de premier ordre dans la ville. En 1530, Philippe Mélanchthon prononce la déclaration doctrinale de la Confession d'Augsbourg, tandis qu'en 1555, Charles Quint, fréquent invité de la ville, signe la paix définitive entre catholiques et protestants.
La production artistique repose avant tout sur l'excellence des objets de précision, sur l'orfèvrerie et sur les retables typiques en ébène et en argent. À la fin du siècle, la scène est dominée par l'adhésion au maniérisme international, avec les fontaines d'Adrien de Vries et les premières architectures d'Elias Holl et de Joseph Heintz. Dans les années 1540, Titien y séjourne également, à la suite de l'empereur Charles Quint.

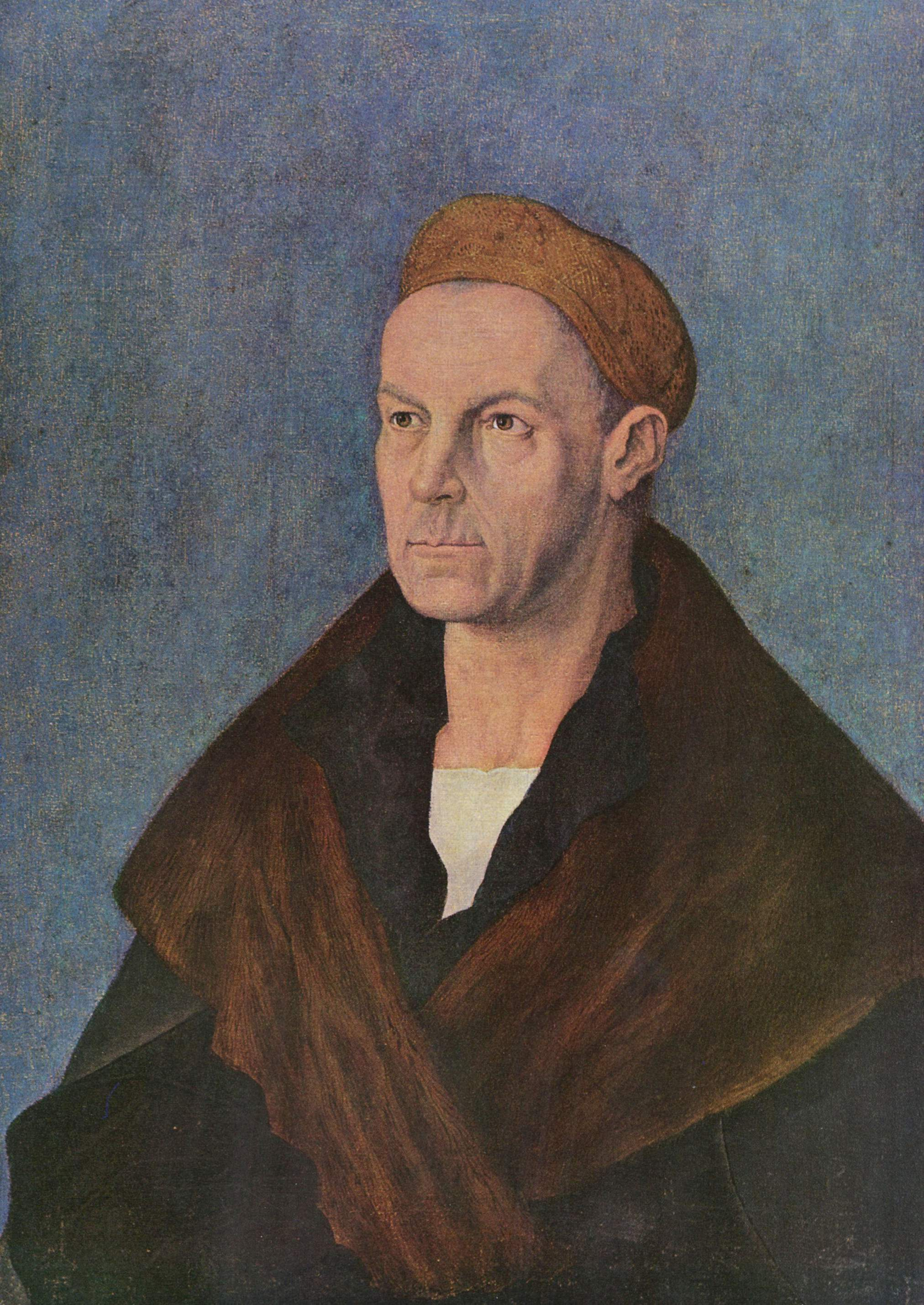
Dürer, Jacob Fugger dit le Riche (vers 1520 circa), Augsbourg, Staatsgalerie.
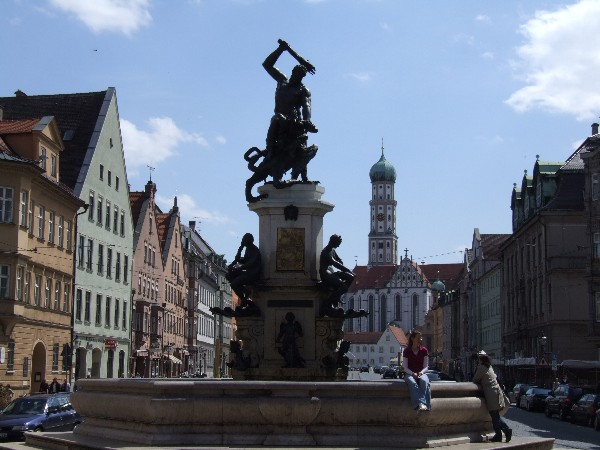
Adriaen de Vries, Fontine d'Hercule à Augsbourg (1597-1600)
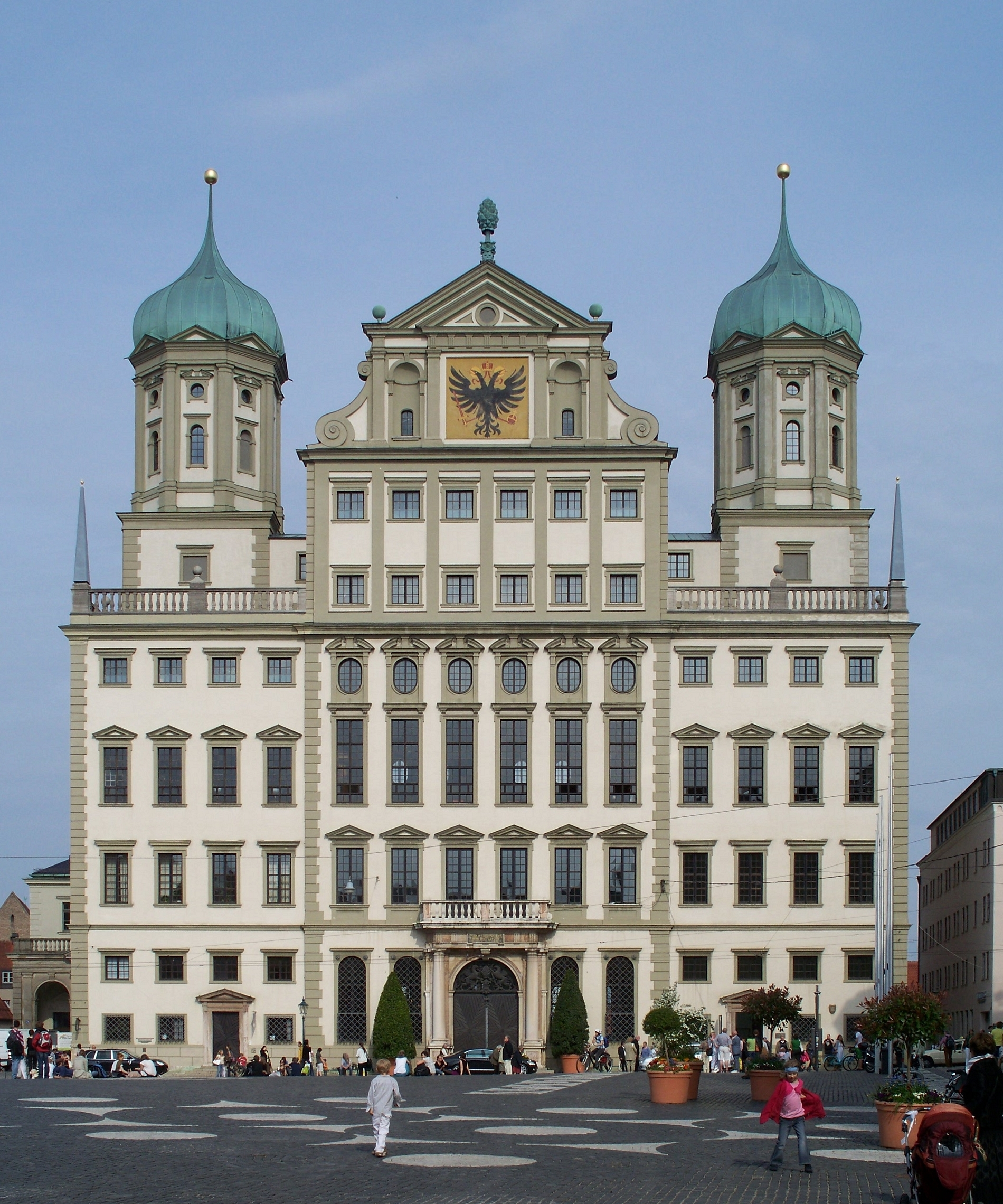
Elias Holl, hôtel de ville d'Augsbourg
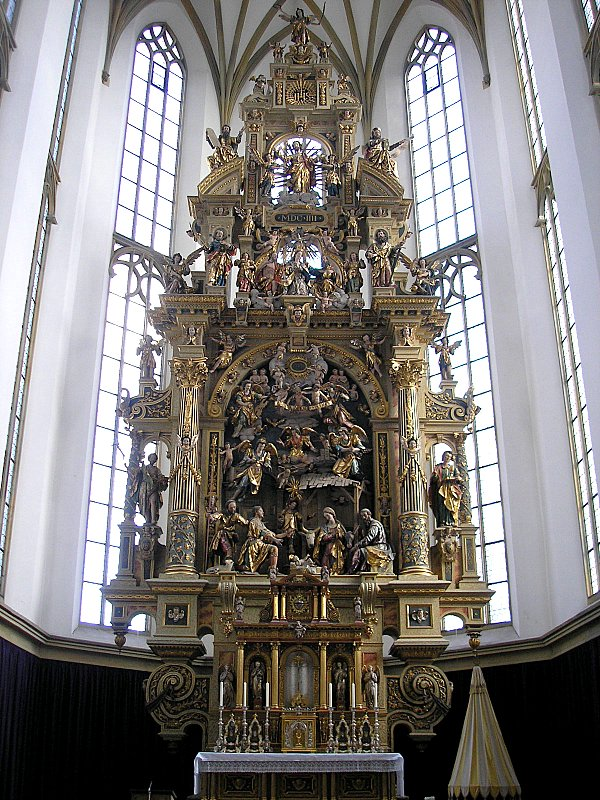
Autel de Johannes Degler dans la basilique Saint-Ulrich-et-Sainte-Afre, 1604-07

## Réforme et iconoclasme
Les symptômes d'insatisfaction vis-à-vis des formes traditionnelles de dévotion religieuse remontent au début du XVIe siècle, dans le centre-nord de l'Europe, qui semblent être de plus en plus imposées par la lointaine curie romaine, avide d'argent et de privilèges. L'œuvre expressive et tourmentée de Mathias Grünewald constitue la meilleure interprétation de ces préoccupations, visant une relation plus directe et empathique avec la divinité.
La Réforme éclate à partir de cette situation, commencée matériellement par Martin Luther en 1518, avec l'affichage des 95 thèses à Wittembergoù il critique les pratiques de l'Église telles que la vente d'indulgences. Luther traduit également la Bible en allemand, rendant les écritures chrétiennes plus accessibles au grand public et inspirant la standardisation de la langue allemande. La réponse papale est d'abord indifférente et incapable de prévoir l'ampleur des événements, culminant avec l'excommunication de Luther le 2 juillet 1520 par Léon X. L'incendie public par Luther de la bulle pontificale de condamnation marque officiellement le début du schisme (10 décembre 1520). Des foyers de révolte commencent à éclater un peu partout, aboutissant à la guerre des Paysans allemands, qui se termine par un bain de sang.
Les artistes qui montrent de la sympathie envers les émeutiers sont ostracisés ou persécutés : Matthias Grünewald est limogé par l'archevêque de Mayence et Tilman Riemenschneider est même torturé et emprisonné.
Au début, Luther et son entourage utilisent les images pour diffuser de la propagande religieuse. Dürer manifeste de la sympathie envers le prédicateur, attiré par ses doctrines, mais sans pouvoir le rencontrer. Lucas Cranach l'Ancien est le principal artiste lié à Luther, aussi par amitié personnelle. Il est à l'origine des nombreux portraits de Luther, de sa femme Catherine de Bore et de Melanchthon qui répandent les effigies des protagonistes de la Réforme dans tout l'empire.
Luther rejette le culte de la Vierge et des saints, incitant à « arracher les images des cœurs » entendu comme un renoncement aux images dévotionnelles classiques, mais pas « aux autels ». Malgré cela, ses directives sont bientôt confuses, conduisant à un véritable iconoclasme, qui voit la destruction des images religieuses pendant des décennies. L'art allemand s'arrête brusquement, surtout après 1528, lorsque Dürer et Grünewald meurent, tandis que Holbein le Jeune part pour l'Angleterre. En effet, après 1530, dans les territoires protestants, les retables ne sont plus peints ni les autels en bois sculptés. Seul Cranach, fort de sa proximité avec les protagonistes de la Réforme, continue à produire des images, volontairement éparses et concises.

## Bavière

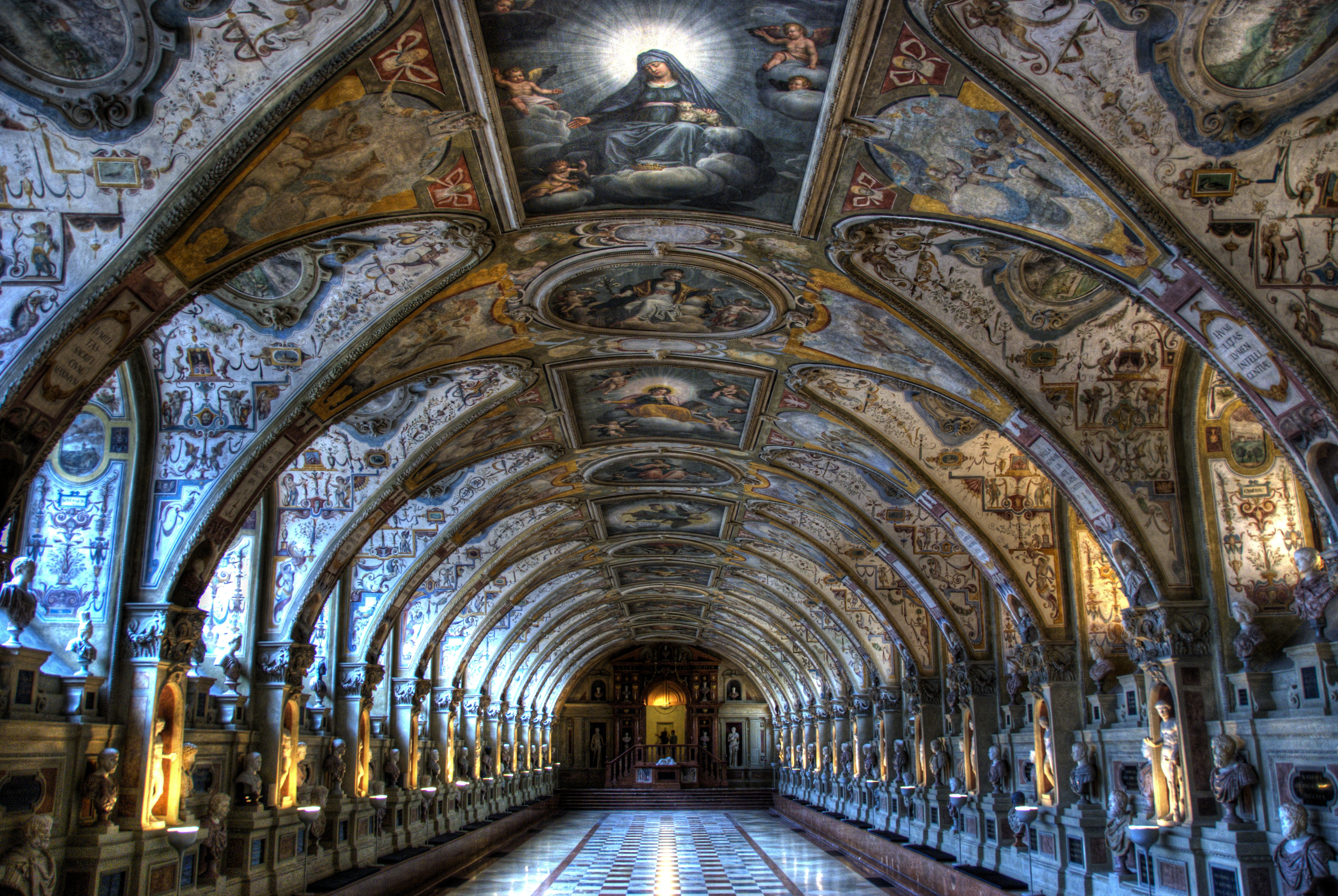
Antiquarium de la Résidence de Munich.

Rempart catholique doté d'une large autonomie politique et culturelle, la Bavière au XVIe siècle ne se distingue d'abord pas par son dynamisme artistique, avec sa capitale, Munich, également dépassée par de petits centres comme les villes fortifiées de Nördlingen et de Rothenburg ob der Tauber (où le sculpteur Tilman Riemenschneider a travaillé).
La cour de Munich entre dans une période particulièrement active à partir du milieu du siècle, s'ouvrant, parmi les premières régions d'Europe, au raffinement du maniérisme, grâce à la promotion aux arts d'Albert V de Bavière, mécène et collectionneur de tableaux, de sculptures, d'antiquités, de bijoux et de curiosités exotiques, qu'il garde rassemblées dans sa célèbre Wunderkammer. En 1569, il fait créer un Antiquarium dans sa Résidence de Munich, une pièce d'inspiration italienne et maniériste, décorée par le Hollandais Friedrich Sustris, suivie d'une cour bizarre avec une grotte. Comme preuve de sa foi catholique, Albert V fait placer sur son palais une statue en bronze de la Vierge « patronne de la Bavière » et fait construire l'église Saint-Michel de Munich avec un oratoire, annexe d'une congrégation mariale.

## Retables

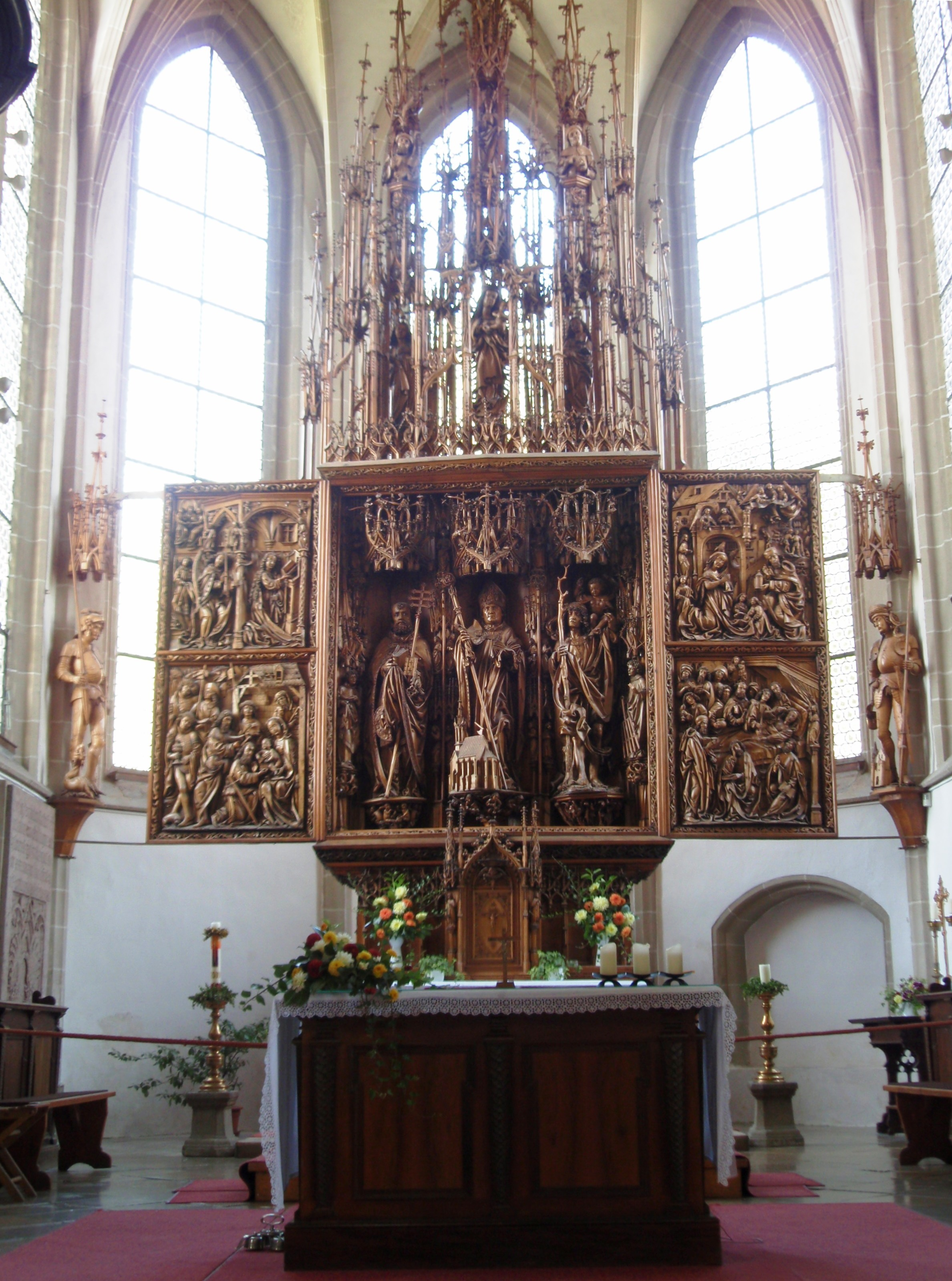
Martin Kriechbaum (attr.), Flügelaltar(1491), église paroissiale de Kefermarkt (Autriche).

Parmi les productions les plus importantes, les retables en bois avec portes se démarquent, combinaisons complexes de peinture, sculpture et menuiserie architecturale, dans lesquelles on peut lire les signes de la transition progressive du gothique à une Renaissance timide, jusqu'aux transformations plus radicales consécutives à la Réforme. Le bois, en particulier le tilleul, s'impose rapidement comme un matériau facile à trouver pour la production artistique religieuse, avec un développement surtout à partir des années 1470 dans le centre-sud de l'Allemagne. En plus des retables, d'autres parties du mobilier ecclésiastique sont produites, comme des chaires, des tabernacles, des portails, des tombes sculptées et des stalles de chœur.
Les retables en particulier sont composés d'un coffre, presque toujours sculpté, et d'une paire ou plus de portes mobiles, qui grâce aux charnières montées permettent de les ouvrir et de les fermer, montrant différentes parties, selon la célébration liturgique. Les portes sont souvent peintes ou sculptées en bas-relief ou en tout cas avec des personnages ne dépassant pas le buffet central. Les autres éléments complémentaires sont généralement une prédelle à la base et un couronnement à pinacles. Tous ces éléments, peints, sculptés, polychromes et dorés, sont généralement réalisés au sein des mêmes ateliers spécialisés dans ces productions qui nécessitaient l'emploi de plusieurs techniques. Michael et Gregor Erhart, Tilman Riemenschneider, Veit Stoss et Michael Pacher lui-même figurent parmi les maîtres les plus connus dans cette activité.
Les retables survivants sont aujourd'hui peu nombreux, en raison de l'iconoclasme protestant et des changements de goût, ainsi que de la fragilité même du matériau, de sorte que les rares exemplaires intacts sont des pièces vraiment exceptionnelles.
Au milieu du XVe siècle, Jörg Syrlin a remplacé les couleurs naturelles des matériaux et le grain du bois de la production traditionnelle par la splendeur de l'or et les couleurs dans le chœur de l'église principale d'Ulm.

## Gravures

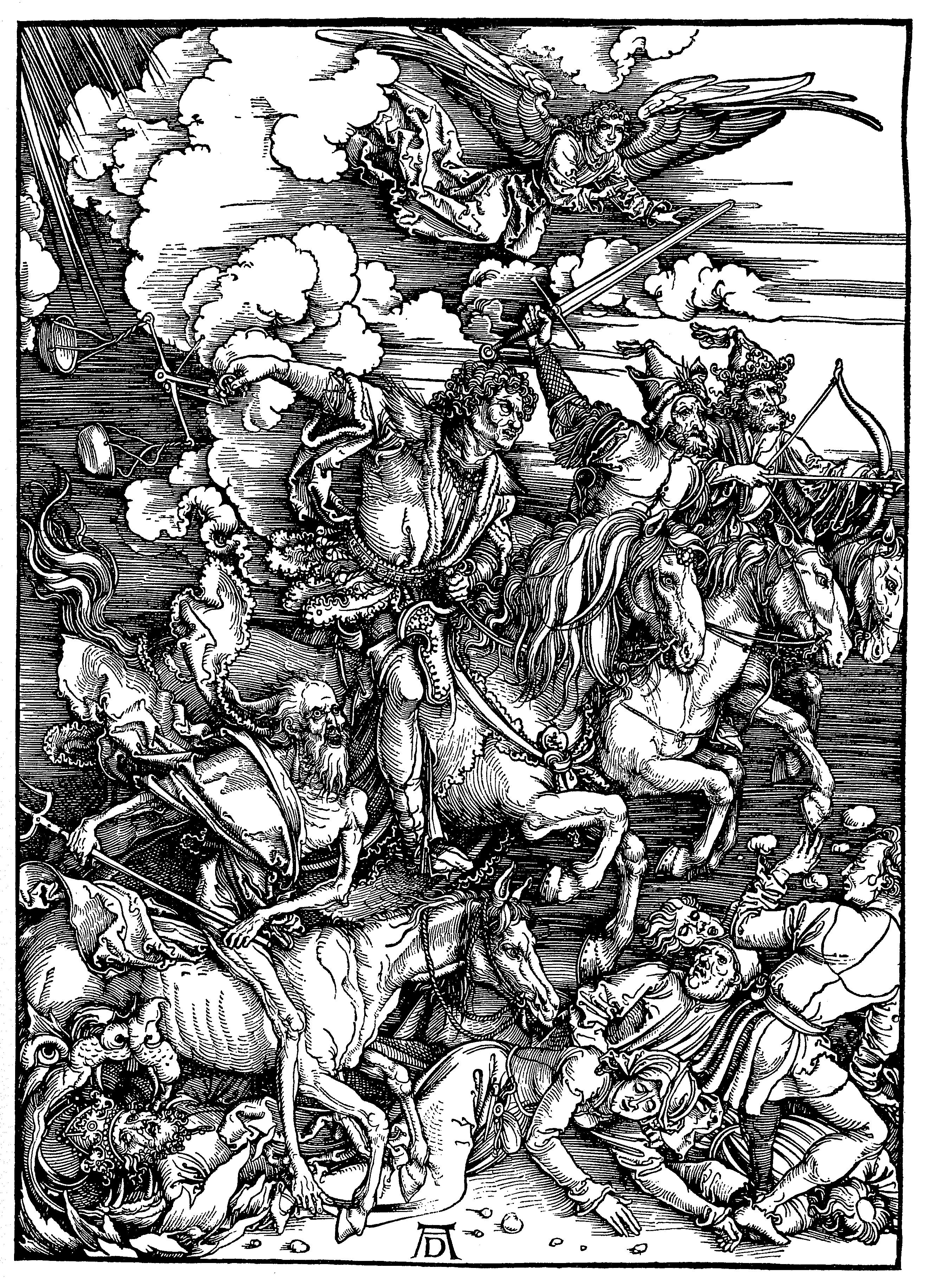
Dürer, Les quatre cavaliers de l'Apocalypse (vers 1496-1498).

Tout au long du XVIe siècle, l'art de la gravure se répand rapidement, s'imposant bientôt comme le moyen le plus efficace et le plus rapide de diffuser les idées figuratives. L'un des premiers grands maîtres graveurs, devenu célèbre dans toute l'Europe, est Martin Schongauer, basé à Colmar, suivi bientôt par les estampes d'Albrecht Dürer, originaire de Nuremberg, à l'expressivité très élevée.
La diffusion aisée et le prix bon marché des gravures, souvent rattachées à des ouvrages imprimés comme illustrations (faisant rapidement s'éclipser l'art de la miniature), offre aux artistes et aux simples passionnés un nouveau réservoir potentiellement sans fin de thèmes iconographiques dans lesquels puiser. Parallèlement aux nouveautés, en effet, les reproductions de grandes œuvres d'art du passé, d'abord antiques puis aussi modernes, se répandent rapidement, permettant une diffusion sans précédent et rapide des nouveautés artistiques.
La xylographie et la chalcographie sont déjà plus développées en Allemagne et aux Pays-Bas qu'ailleurs en Europe ; les Allemands illustrent des livres, généralement d'un niveau artistique relativement bas, mais vus dans toute l'Europe, les gravures sur bois étant souvent prêtées à des imprimeurs dans d'autres villes ou langues. Le plus grand artiste de la Renaissance allemande, Albrecht Dürer, commence sa carrière comme apprenti dans un atelier de premier plan à Nuremberg, celui de Michael Wolgemut, qui a quasiment abandonné la peinture pour exploiter ce nouveau médium. Dürer travaille sur le livre le plus extravagant illustré de l'époque, La Chronique de Nuremberg, publié par son parrain Anton Koberger, le plus grand imprimeur-éditeur d'Europe de l'époque.
Si au XVe siècle, la gravure est surtout pratiquée par les peintres, c'est au XVIe siècle qu'émerge la figure du graveur professionnel, voué à s'exprimer exclusivement par l'imprimerie. Les élèves de Dürer, Hans Burgkmair et Hans Baldung, travaillent en grande partie les estampes, Baldung développant le sujet « à la mode » des sorcières dans un certain nombre d'estampes énigmatiques.

## Peinture

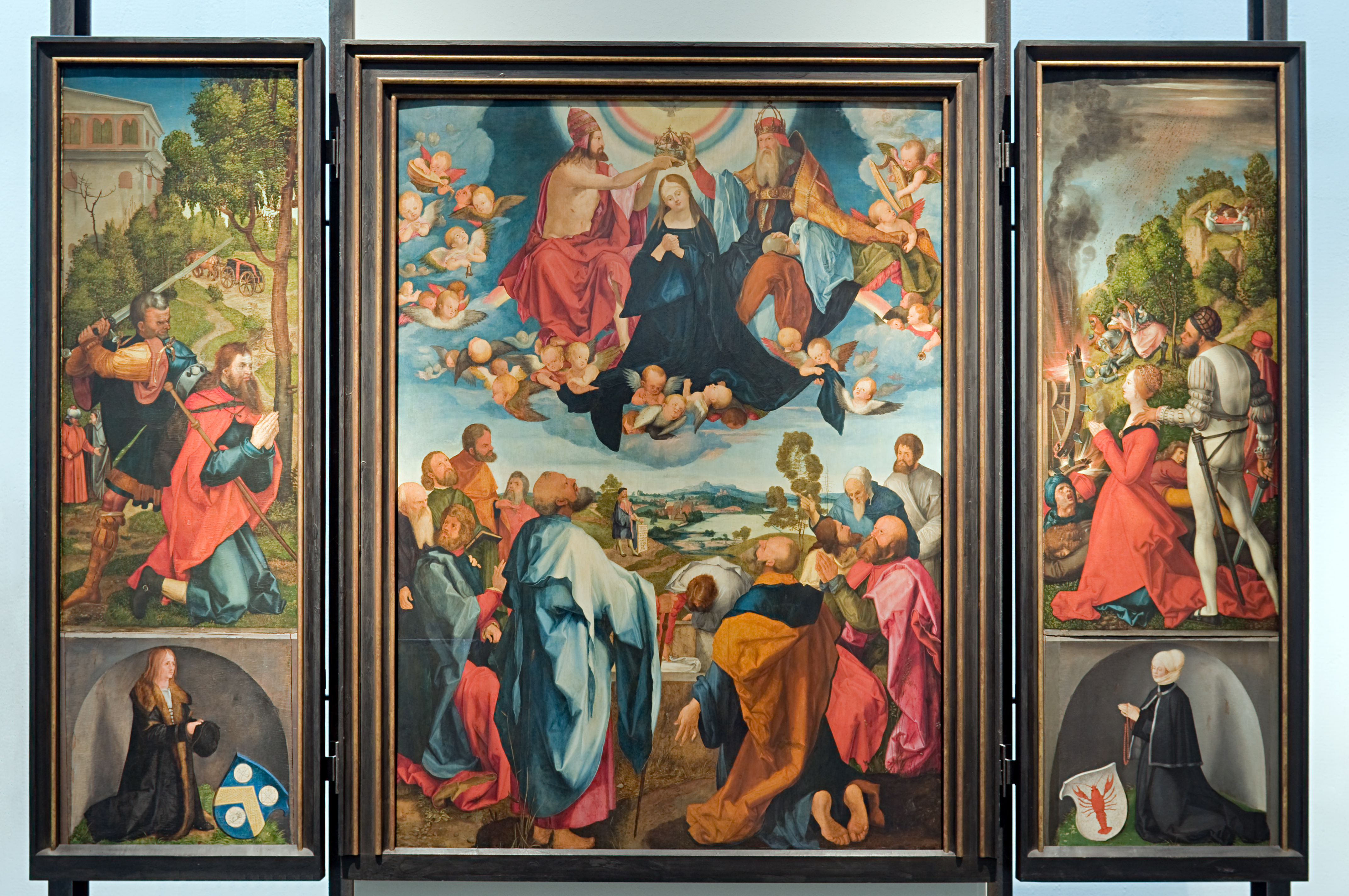
Dürer, Retable Heller (1509).

Après avoir terminé son apprentissage en 1490, Dürer voyage en Allemagne pendant quatre ans, et en Italie pendant quelques mois, avant d'établir son propre atelier à Nuremberg. Il devient rapidement célèbre dans toute l'Europe pour ses gravures sur bois et ses gravures sur cuivre énergiques et équilibrées, tout en peignant également. Bien que conservant un style typiquement allemand, son travail montre une forte influence italienne et il est souvent considéré comme représentant le début de la Renaissance allemande dans l'art visuel, qui pendant les quarante années suivantes a remplacé les Pays-Bas et la France comme la région produisant la plus grande innovation dans l'art de l'Europe du Nord. Dürer soutient Martin Luther mais continue à créer des Madones et d'autres images catholiques, et à peindre des portraits de dirigeants appartenant aux deux côtés de la scission émergente de la Réforme protestante.
Dürer meurt en 1528, avant qu'il ne soit clair que la scission de la Réforme est devenue permanente, mais ses élèves de la génération suivante ne peuvent éviter de prendre parti. La plupart des grands artistes allemands deviennent protestants, cela les privent de peindre des œuvres religieuses, auparavant le pilier des revenus des artistes. Martin Luther s'est opposé à beaucoup d'images catholiques, mais pas à l'imagerie elle-même ; Lucas Cranach l'Ancien, un ami proche de Luther, a peint un certain nombre de « retables luthériens », montrant principalement la Cène, certains avec des portraits des principaux divins protestants comme les Douze Apôtres. Cette phase de l'art luthérien se termine avant 1550, probablement sous l'influence plus farouchement aniconique du calvinisme, et les œuvres religieuses destinées à l'affichage public cessent pratiquement d'être produites dans les régions protestantes. Vraisemblablement en grande partie à cause de cela, le développement de l'art allemand cesse pratiquement vers 1550, mais au cours des décennies précédentes, les artistes allemands ont été très fertiles dans le développement de sujets alternatifs pour combler le vide dans leurs carnets de commandes. Cranach, outre les portraits, a développé un format de minces portraits verticaux de nus provocateurs, portant des titres classiques ou bibliques.
Matthias Grünewald, qui a laissé très peu d'œuvres, se trouve quelque peu en dehors de ces développements, mais son chef-d'œuvre, le retable d'Issenheim (achevé en 1515), est largement considéré comme le plus grand tableau de la Renaissance allemande depuis qu'il a été restauré au XIXe siècle. C'est une œuvre intensément émotionnelle qui perpétue la tradition gothique allemande du geste et de l'expression sans retenue, en utilisant les principes de composition de la Renaissance, le tout dans la forme la plus gothique, le triptyque à plusieurs ailes.
Hans Holbein l'Ancien et son frère Sigismund Holbein peignent des œuvres religieuses dans le style gothique tardif. Hans l'Ancien est un pionnier et un chef de file dans la transformation de l'art allemand du style gothique au style Renaissance. Son fils, Hans Holbein le Jeune est un important peintre de portraits et de quelques œuvres religieuses, travaillant principalement en Angleterre et en Suisse. La série bien connue de Holbein de petites gravures sur bois sur la Danse macabre se réfère aux œuvres des Petits Maîtres allemands, un groupe de graveurs spécialisés dans les gravures très petites et très détaillées pour les collectionneurs bourgeois, y compris de nombreux sujets érotiques.
Les réalisations exceptionnelles de la première moitié du XVIe siècle sont suivies de plusieurs décennies avec une absence d'art allemand remarquable, à l'exception de portraits qui ne rivalisent jamais avec les réalisations de Holbein ou de Dürer. Les artistes allemands importants suivants travaillent dans le style plutôt artificiel du maniérisme du Nord, qu'ils ont dû apprendre en Italie ou en Flandre. Hans von Aachen et le Néerlandais Bartholomeus Spranger sont les principaux peintres des cours impériales de Vienne et de Prague, et la productive famille de graveurs néerlandais Sadeler s'est répandue dans tous les comtés d'Allemagne.

### École du Danube

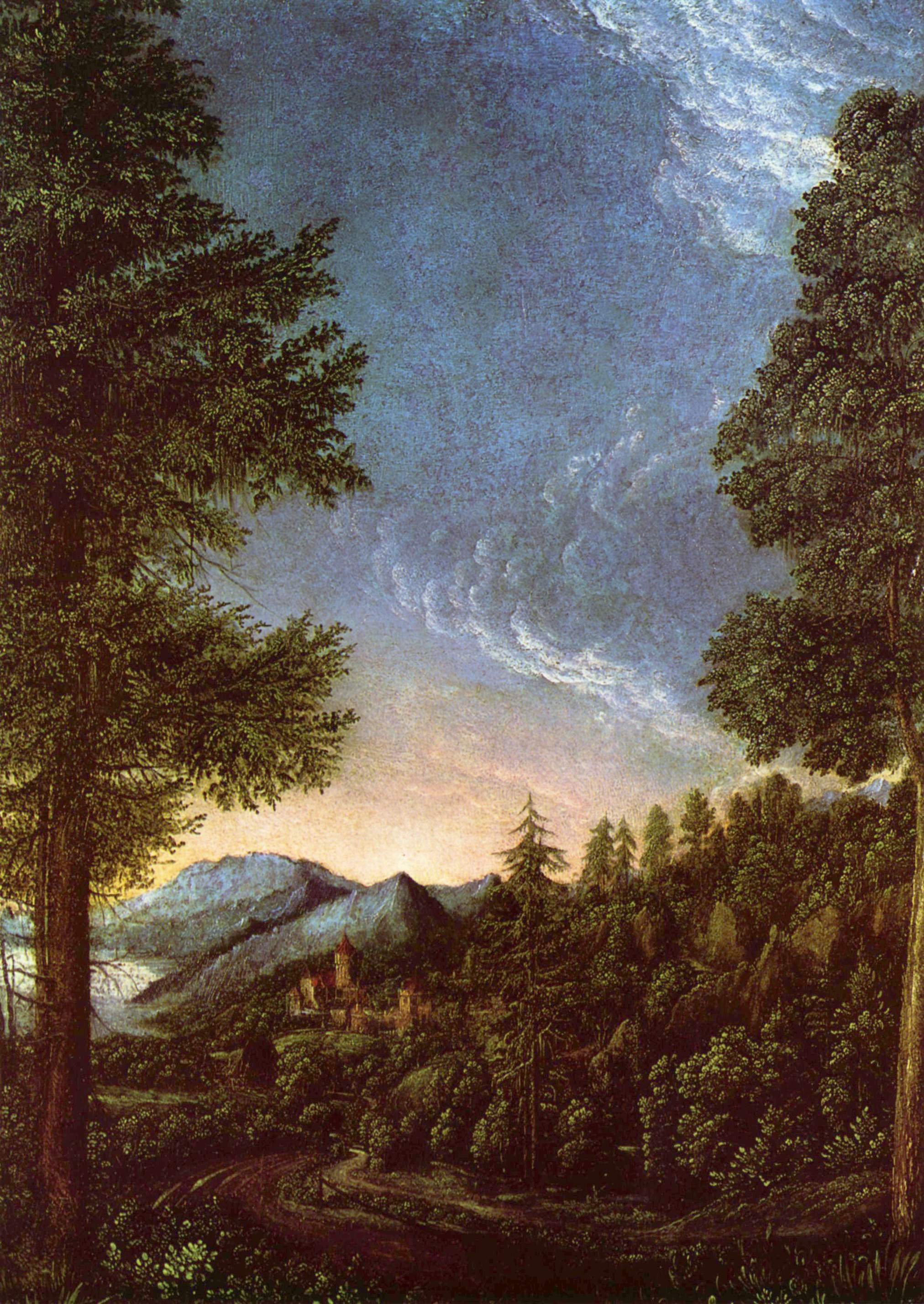
Albrecht Altdorfer, Paysage du Danube près de Ratisbonne, vers 1528.

Les trente premières années du XVIe siècle représentent l'apogée de l'art allemand, avec une génération de grands artistes en dialogue continu les uns avec les autres, voyageant souvent pour découvrir d'autres réalités et échanger des expériences. La perception d'un monde vaste et varié, agrandi en termes de frontières, vient se greffer sur une attention aux phénomènes naturels et à leur représentation vivante, thème déjà profondément ressenti au nord des Alpes. Le développement florissant de la cartographie est fondamental, qui enregistre les découvertes géographiques dans le Nouveau Monde et en Orient, grâce à l'ouverture de nouvelles routes commerciales. À partir de ces prémisses, avec l'apport fondamental de Dürer et sa sensibilité paysagère renouvelée à l'aquarelle, ainsi que de la tradition paysagère dans la peinture flamande du XVe siècle, l'école dite du Danube se développe, avec des maîtres actifs à Passau, Ratisbonne et Vienne, soutenus par d'importants mécènes dont Maximilien Ier lui-même.
L'école du Danube est le nom attribué à un courant artistique du premier tiers du XVIe siècle apparu le long du Danube en Bavière et en Autriche, dont Albrecht Altdorfer, Wolf Huber, Lucas Cranach l'Ancien et Joachim Patinier (ce dernier est actif aux Pays-Bas) et Augustin Hirschvogel sont les représentants les plus célèbres. Avec Altdorfer en tête, l'école produit les premiers exemples de l'art paysager indépendant en Occident (près de 1 000 ans après la Chine), à la fois en peintures et en estampes. Leurs peintures religieuses ont un style expressionniste quelque peu similaire à celui de Matthias Grünewald.
Les maîtres de ce courant, sensibles aux nouvelles frontières du monde qui frappent l'imaginaire collectif, s'inspirent avant tout de la magie du paysage boisé, rude et sauvage, qui vient occuper des portions de plus en plus importantes des tableaux, évoquant une atmosphère arcanique pleine de suggestions, dans laquelle les figures humaines, renversant la relation traditionnelle, apparaissent petites et dominées par les forces naturelles, presque un prétexte pour la représentation. Souvent pleines de détails miniatures, les œuvres de ces artistes se caractérisent aussi par l'utilisation de costumes extravagants et l'originalité des compositions, parfois même teintées d'accents humoristiques.

## Architecture

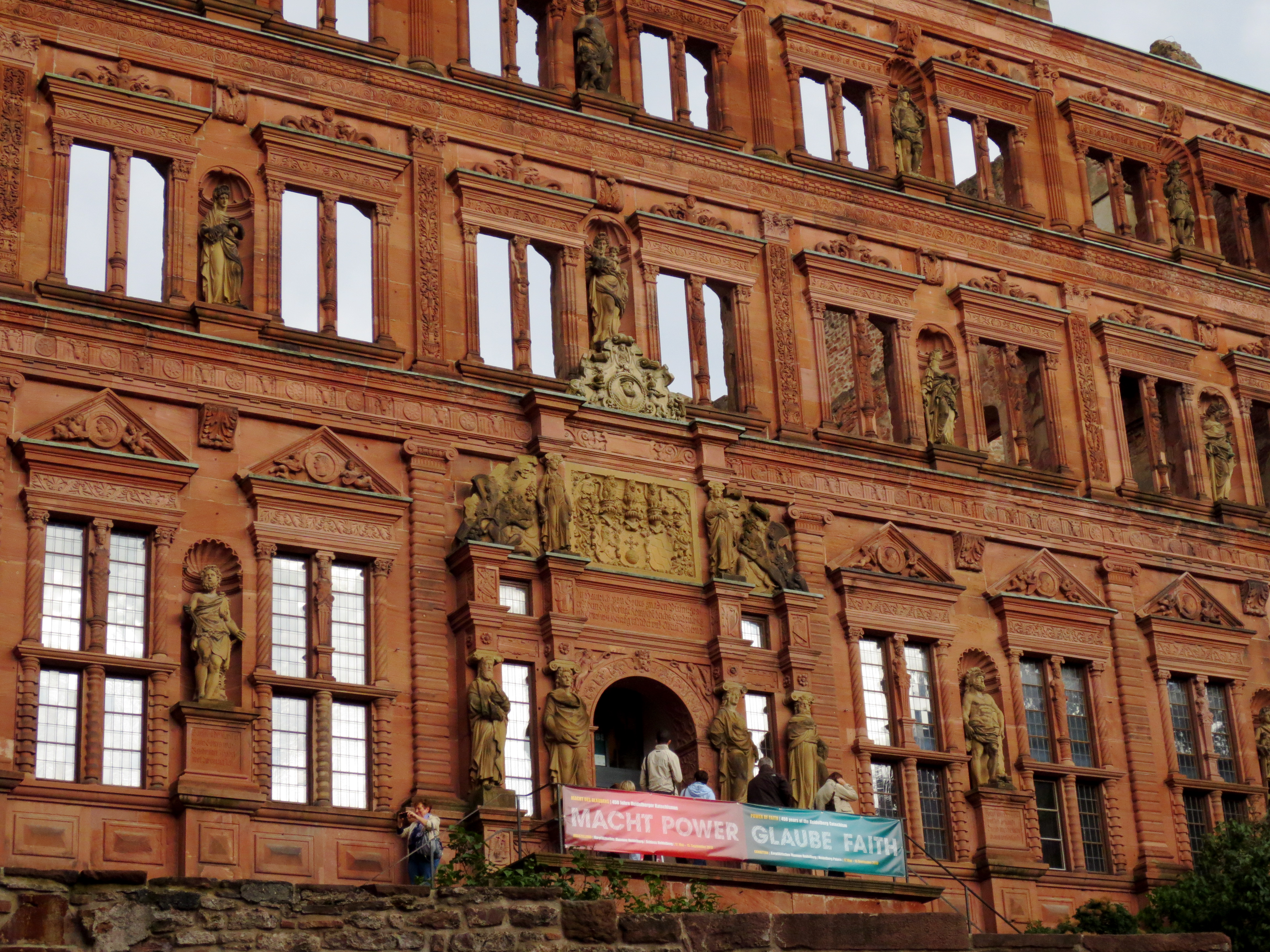
Façade du palais de l'électeur palatin Othon-Henri construit en 1556 et détruit en 1689.

L'Allemagne de la fin du XVe siècle, du XVIe  et de la première moitié du  XVIIe siècle est un pays assez pauvre et troublé, en proie à la violence des guerres civiles, divisé par la Réforme protestante et menacé par l'Empire ottoman. Ce cadre n'est pas favorable à l'épanouissement des arts et notamment de l'architecture. Ainsi, il fallut du temps aux architectes et surtout aux commanditaires pour accepter ce nouveau style.
Les architectes allemands ont fait preuve d'une compréhension assez incomplète de l'esprit de la Renaissance, car en ce métier les traditions sont vivaces et les nouveautés effraient plus qu'elles ne séduisent. Dans le territoire allemand comme dans tous les autres pays d'Europe, les architectes n'ont d'abord fait que plaquer un décor d'inspiration italienne sur un édifice de conception, d'esprit gothique. L'architecture de la Renaissance en Allemagne est d'abord été inspirée par des philosophes et des artistes allemands tels qu'Albrecht Dürer et Johannes Reuchlin qui ont visité l'Italie.
L'architecture notoire de cette période comprend le palais de la Résidence de Landshut, le château de Heidelberg, l'hôtel de ville d'Augsbourg ainsi que l'Antiquarium de la Résidence de Munich, la plus grande salle Renaissance au nord des Alpes.
C'est à Augsbourg que l'influence italienne se fait le plus ressentir, lorsqu'en 1509 les Fugger y construisent leur chapelle funéraire, adoptant une composition à l'italienne assez austère. À Nuremberg, on suit cet exemple sans empressement, et la plupart des maisons construites à cette époque perpétuent l'ordonnancement traditionnel (tel que le Tucherschloss), en y incorporant quelques éléments qui trahissent l'influence italienne. Ces deux villes se retrouvent donc en avance sur le reste de l'Allemagne, car elles constituent des places sûres et prospères. Les créations architecturales y sont plutôt convenues et l'innovation y est grandement limitée. Étonnamment, ce sont des régions assez éloignées de l'Italie qui deviennent des centres artistiques importants au début de la Renaissance allemande, à savoir la Saxe, la Lusace et la Silésie, de culture germano-polonaise.

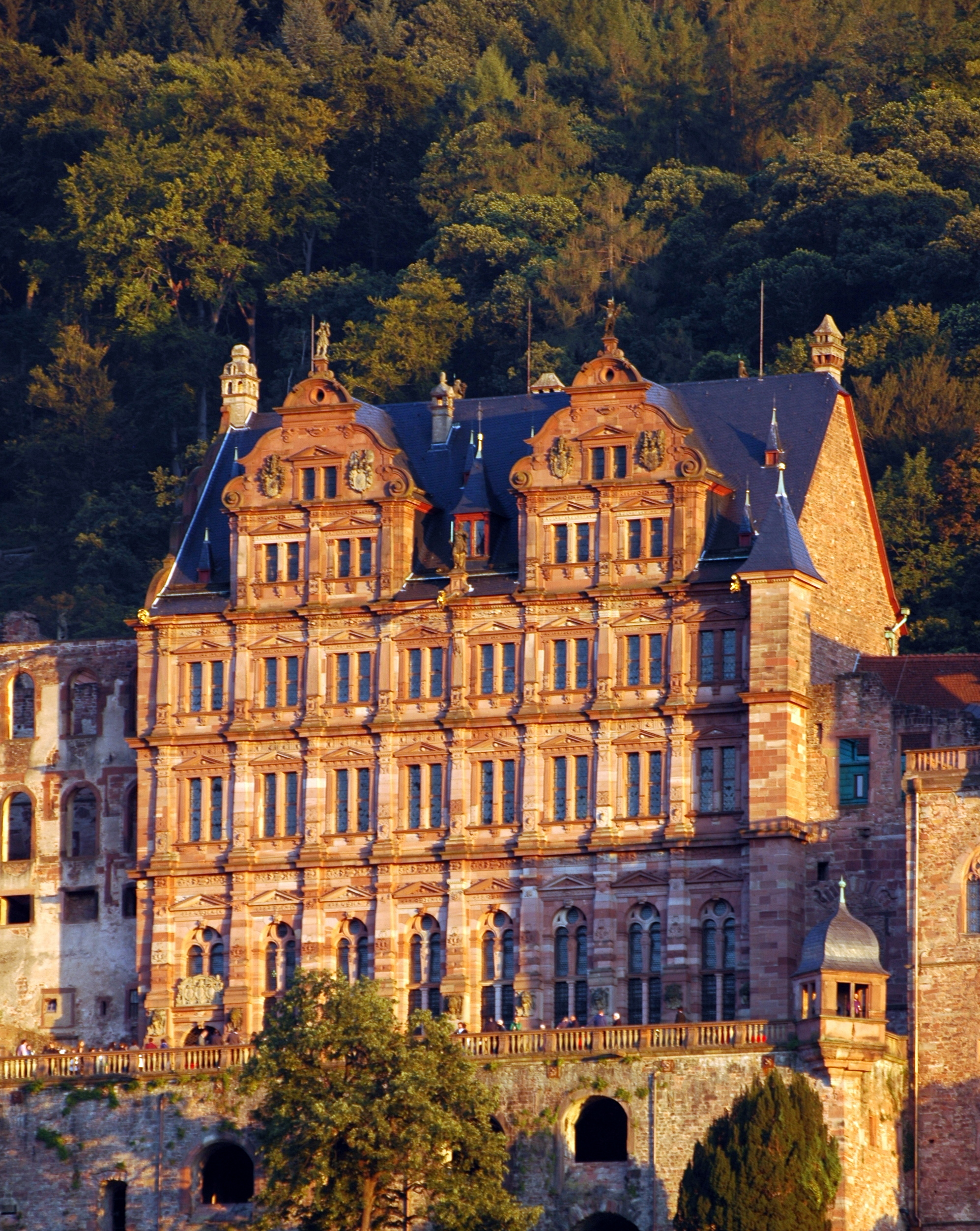
Château d'Heidelberg.

La principale caractéristique de l'architecture de la Renaissance en Allemagne est la persistance du pignon droit ou à gradins médiéval qui évoluera au fil des années vers le pignon à volutes, facilement adaptable aux fantaisies baroques. Ce pignon est souvent couronné d'obélisques, de boules décoratives voire d'un fronton et peut se décomposer en travées formées par plusieurs rangs de colonnes, pilastres ou gaines.
La Renaissance de la Weser constitue une forme particulière de l'architecture de la Renaissance en Allemagne, avec des exemples importants tels que l'Hôtel de ville de Brême et le Juleum à Helmstedt.
En juillet 1567, le conseil municipal de Cologne approuve un projet de style Renaissance de Wilhelm Vernukken pour une loggia à deux étages pour l'Hôtel de ville de Cologne.
L'Église Saint-Michel de Munich est la plus grande église Renaissance au nord des Alpes. Elle est construite par le duc Guillaume V de Bavière entre 1583 et 1597 en tant que centre spirituel de la Contre-Réforme et s'inspire de l'église del Gesù de Rome. L'architecte est inconnu. De nombreux exemples de bâtiments Renaissance en brique sont visibles dans les vieilles villes hanséatiques, telles que Stralsund, Wismar, Lübeck, Lunebourg, Friedrichstadt et Stade.Friedrich Sustris, Benedikt Rejt, Abraham van den Blocke, Elias Holl et Hans Krumpper figurent parmi les architectes allemands notables de la Renaissance allemande.
La fin de la Renaissance allemande survient avec l'arrivée triomphale dans la seconde moitié du XVIIe siècle du baroque, s'épanouissant dans un premier temps à Munich, puis s'étendant rapidement à toute l'Allemagne, pays désormais pacifié et soucieux de rattraper son retard en matière d'architecture.

## Sculpture
En sculpture, les artistes allemands préfèrent prolonger au XVIe  les traditions gothiques du  XVe siècle, en donnant cependant plus de force et de virilité à leurs œuvres. Les sculpteurs allemands sont dans l'ensemble assez indifférents à l'esprit de la Renaissance, ce qui ne les empêche pas d'être prolifiques et de faire preuve d'une grande énergie malgré le poids de la tradition. C'est à Nuremberg, qui donne alors le ton, que l'atelier des Vischer vient donner l'impulsion de la Renaissance dans ses sculptures, impulsion provenant des frères Hermann et Pierre le Jeune qui ont pu voyager en Italie.
Dans les régions catholiques du sud de l'Allemagne, la tradition gothique de la sculpture sur bois a continué à prospérer jusqu'à la fin du XVIIIe siècle, s'adaptant aux changements de style au fil des siècles. Veit Stoss (mort en 1533), Tilman Riemenschneider (décédé en 1531) et Peter Vischer l'Ancien (mort en 1529) sont les contemporains de Dürer, et leurs longues carrières couvrent la transition entre les périodes gothique et Renaissance, bien que leur ornement soit souvent resté gothique même après que leurs compositions ont commencé à refléter les principes de la Renaissance.